# Lluïsa Vidal
Lluïsa Vidal i Puig, que firmaba sus cuadros como Luisa Vidal (Barcelona, 2 de abril de 1876 - Ib., 22 de octubre de 1918) fue una pintora española.
Pertenecía a una familia acomodada y culta, que se relacionaba con el ambiente modernista de la época. Eran doce hermanos, nueve niñas y tres varones, una de sus hermanas fue la primera esposa de Pau Casals, y otra se casó con el filólogo y escritor Manuel de Montoliu.
Su padre era Francesc Vidal, ebanista, decorador y fundidor, dedicado al arte y los negocios. Lluïsa creció en un ambiente propicio a las creaciones artísticas. Se educó con su padre, recibiendo lecciones de Joan González (hermano del escultor Julio González), de Arcadio Mas, del xilógrafo Gómez Polo; y en París, de Eugène Carrière. Influirían en ella artistas como Rusiñol y Casas (este en el retrato, y Rusiñol sobre todo en cuanto a soluciones compositivas).
Lluïsa fue la única mujer de su época que se dedicó profesionalmente a la pintura y la única que fue a París a estudiar. Cuando vuelve de París se afilia al grupo de feministas católicas lideradas por Carme Karr. En ese círculo, se movió desde entonces y muchos de sus retratos fueron de las mujeres de este entorno, de su familia y de amigos.
Mujer activa y comprometida socialmente, vivió de la pintura y de las clases particulares que impartía en su taller de la calle de Salmerón, hoy Grande de Gracia, que antes había ocupado Nonell, y de sus colaboraciones en revistas. Entró en contacto con todo el grupo de artistas europeos, fugitivos y refugiados de la guerra y establecidos en Cataluña, convirtiéndose en una activa pacifista formando parte del Comité Femenino Pacifista de Cataluña.
Su participación en el mundo artístico se inició en Els Quatre Gats, donde fue la única mujer que expuso. Colaboró en la revista Feminal, en ella ilustró cuentos de las mejores escritoras catalanas del momento (Dolors Monserdà, Caterina Albert, Carme Karr, etc.). En 1910 se incorporó al Instituto de Cultura y Biblioteca Popular para la Mujer, creado por Francesca Bonnemaison, del cual fue presidenta del Tribunal de exámenes y jurado de la sección de arte. También participó en el Patronato de Obreras de la Aguja, fundado por Dolors Monserdà, y en La Llar, la residencia para estudiantes y profesores fundada por Carme Karr.
Pintó muchos retratos a la sanguina y al óleo, ambas técnicas que siempre dominaría excelentemente, también escenas íntimas de género, así como paisajes y fiestas populares. Su pintura ha estado considerada como modernista por los tonos de su paleta, el uso de la transparencia luminosa en los colores de fondo, y también en la elección de los temas. Juntamente con Joaquín Mir, Oleguer Junyent, Julio González, Javier Gosé, Ricard Canals, Josep Maria Sert, Ramón Pichot, y el joven Picasso; siendo incluida dentro de la segunda generación de los modernistas. Algunas de sus obras, como el retrato de la mujer de Miquel Utrillo, fue atribuida a Ramón Casas.
Siempre disfrutó de buenas críticas, aunque su obra se calificara de viril, calificativo positivo para los críticos de la época. Murió joven a causa de la pandemia mundial de la pandemia de gripe de 1918, en Barcelona.

## Biografía
Lluïsa Vidal i Puig nació el dos de abril de 1876 en el domicilio de Trafalgar, número trece, siendo la segunda hija de doce hermanos, diez niñas y dos varones. Su nacimiento coincidió con la exhibición del primer mueble de estilo Art Nouveau en la Gran Exposición de París.
En aquellos años había problemas con la colonia de Cuba, se leía a Zola y a Dostoievski, se escuchaba a Richard Wagner, ya se había inventado el teléfono, el nacionalismo catalán crecía, y la Renaixença catalana estaba en plena fiebre neogótica ecléctica en Barcelona. José Vilaseca, Antoni Gaudí, Lluís Domènech i Montaner eran la vanguardia y comenzaban a construir edificios. En aquellos momentos Cataluña contrastaba enormemente con el resto de España. Respecto a Cataluña impusieron una política restrictiva y autoritaria. El movimiento anarquista adquiría en Europa, una fuerza sin precedentes.
Los padres de Lluïsa se habían casado en mayo de 1873 en la iglesia de Santa Ana de Barcelona, instalándose en el edificio nueve de la calle de Trafalgar, tercera planta, cerca del obrador de Francisco y de los padres de la Merced.

Un joven Francesc Vidal i Javellí, pintado por Simón Gómez.

Francesc Vidal i Jevellí, padre de Lluïsa, era un exquisito ebanista que mejoró y consolidó su posición social después de su matrimonio. Estudió en París y abrió una tienda en el Pasaje del Crédito, de muebles y objetos decorativos de su propio obrador y también de objetos de arte de importación. Francesc trabajaba con materiales de primerísima clase, con una artesanía impecable y perfeccionista en técnicas. Escogía personalmente a los trabajadores para su obrador. La apertura de esta tienda fue un acontecimiento importante en la vida cultural de Barcelona, y sus ideas de decoración de interiores eran novedosas. Era hijo de Lluís Vidal, un artesano exigente que tenía su ebanistería en la calle de Platería, 22. Considerado como el mejor ebanista de la península ibérica, tenía un gran prestigio nacional y estaba especializado en la fabricación de pequeños objetos de madera exquisitamente trabajados.
Francesc Vidal tenía una demanda creciente de diseño de lujosos interiores, recibiendo encargos tanto de la realeza, el gobierno, las instituciones y clientes particulares. Cuando Lluisa tenía cuatro años, su padre ya había redecorado dos de los principales salones del Gran Teatro del Liceo. Detestaba ir y hacer negocios con Madrid, a 600 km de distancia. El rey Alfonso XII le pidió que proyectara los nuevos dormitorios reales. Cuando nació Alfonso XIII la reina le pidió que le hiciera la cuna. Era miembro del Colegio de Ebanistas y del Ateneo Barcelonés y también participó en la "Fundación de Fomento de las Artes Decorativas". Era miembro también del Real Club Náutico de Barcelona, le agradaba el mar, y navegar. Se asociaría con Frederic Masriera i Manovens y abrieron sucursales en Madrid, y en París, adoptando el nombre de Industrias Francisco Vidal y Cía.
Vidal destruía los bocetos y los dibujos originales para demostrar que sus modelos eran únicos, pero conservaba modelos fotográficos de sus obras.
Fue un participante clave en la Exposición Universal de 1888, fabricando los tronos desde los cuales la reina regente María Cristina y Alfonso XIII habrían de presidir los solemnes actos. También, haría la decoración de los interiores de la residencia privada de la familia real, mientras estaba en Barcelona. En junio se inauguró el monumento a Colón, donde Vidal colaboraría. Ese éxito de la Exposición de Barcelona, animaría a Vidal a participar en la Exposición Universal de París (1889). Gaspar Homar colaborará en su taller.
La madre de Lluïsa, Mercè Puig i Buscó, fue una incondicional admiradora de los logros de su marido, compañera ejemplar, dulce, sensible, refinada, virtuosa, bien educada y mejor instruida de lo habitual. Estaba dotada para la música, y era hábil en todas las tareas domésticas; dominaba además el alemán, el francés, el italiano, el castellano y el catalán. Se crio en una familia muy religiosa. Era también una ávida lectora, inteligente e imaginativa. En los primeros veinte años de matrimonio tuvo doce hijos. El padre de Mercè era un reputado músico y compositor de música sacra.
Mercè inculcó a su prole virtudes como la obediencia, la cortesía, la modestia, la elegancia, el sentido del deber, la sociabilidad, el espíritu de sacrificio, la humildad y una profunda fe religiosa y supo crear un cálido clima de convivencia. Era una familia cariñosa. Los Vidal hicieron varios cambios de domicilio, el primero en 1882, trasladándose a la parte alta del Paseo de Gracia, a la planta noble del número 149.
Francesc Vidal inculcaría los valores propios de un artista que vive por su arte a sus hijos y también el afán de independencia, destreza e ideales elevados. La estimulación intelectual femenina se consideraba inadecuada y una pérdida de tiempo en aquellos momentos pero Vidal rompe esquemas, tomando fama de artista excéntrico que presume del talento de sus hijas. La norma de mantener a la mujer y los hijos en casa, y apartados de la vida cultural de la ciudad no se cumplía en la casa de los Vidal-Puig. Inculcó a sus hijos el amor a lo que él consideraba los más elevados ideales: arte, belleza y música. Los hijos procuraron complacerle. El perfeccionismo de Vidal provocaba diferentes respuestas entre sus hijos y un cierto grado de competición entre sí.
Lluïsa Vidal era dormilona, enérgica, generosa, cariñosa, independiente, y a veces bastante extremista, sus hermanos pequeños le decían “mamita”. Tenía problemas de la vista. Francesc Vidal i Jevellí, después de tener sus primeros hijos, siendo todos ellos mujeres, quizás no tenía muchas expectativas de tener un varón, y así depositó todas sus expectativas de grandeza en Lluisa, a la que veía como su heredera artística. Desde muy joven iba con su padre al obrador, donde había ambiente de trabajo creativo y laborioso, donde los artistas y artesanos se ganaban la vida mediante un trabajo creativo. Francesc llevará a Lluïsa a la Exposición Universal de Barcelona, en aquel momento tenía doce años.

### Sus primeros años de formación en Barcelona
La familia Vidal era miembro de la sociedad filarmónica local, y tenían un palco en el Gran Teatro del Liceo. Iban a todos los conciertos que podían y también a los privados. Las chicas empezaron muy pronto a estudiar piano e instrumentos de cuerda, cantaban bien y sabían de memoria todas las arias de las óperas italianas. Sus maestros fueron, con el tiempo, los más importantes músicos que daría Cataluña, como Enrique Granados, e Isaac Albéniz. Merceditas se destacaba en piano, Júlia en violín, Carlota y Rosina cantaban en el coro de la iglesia, y tenían voces de soprano. La más dotada para la música era Frasquita. Pau Casals entró a sus 19 años, como profesor en casa de los Vidal, y más adelante se casaría con ella. Frasquita, Júlia, y Merceditas formaron un trío musical, organizando conciertos en casa, pero a veces también en otras casas particulares. Carlota se dedicaba a realizar esculturas de mármol con su maestro el escultor Manuel Fuxà, y María se dedicaría a la literatura.
Vidal procuró a sus vástagos los mejores profesores posibles, lo que no era tampoco lo más normal en la época. Las hijas mayores aprendieron idiomas: francés, alemán, italiano, castellano, y catalán. También historia y literatura; y el capellán de la familia se encargó de la educación religiosa. Las pequeñas fueron a la escuela parroquial de las Cortes, y luego a la de San Gervasio, donde estudiaron con monjas irlandesas. Debemos tener en cuenta que el ochenta por ciento de las mujeres españolas de la época eran semi o totalmente analfabetas. Los únicos varones también fueron a la escuela parroquial, pero se escapaban y se educaron en el obrador de su padre. Federico, el heredero, tenía gran habilidad para el dibujo, Claudio, el pequeño, creció mimado en un hogar de mujeres y nunca estuvo a la altura de Federico.
Francesc Vidal confió la preparación artística de Lluisa a los que consideraba los maestros más interesantes y dotados. Pidió al xilógrafo Enric Gómez, hermano de Simó, que le diera clases de dibujo. Lluisa descubrió que lo que quería hacer era pintar; y así Vidal recurrió al pintor Joan González, considerado un dibujante extraordinario. Lluisa se destacó siempre en la pintura, pero también tocaba muy bien el violín y cantaba. A los diecisiete años estudiará pintura con Mas y Fontdevila, considerado uno de los mejores pintores del periodo.
Lluïsa vivió en un ambiente conservador donde la dominación masculina era absoluta y la inferioridad de la mujer era intrínseca; la obediencia era un deber sagrado de la mujer que no tenía autonomía y su máxima aspiración era la maternidad. Todo esto con el apoyo ideológico de la iglesia católica.
Lluïsa conoce al padre Jaume Collell, en Els Dachs, una masía situada en las afueras de Vich, ciudad natal del abuelo Puig, donde iban a veranear. Jaume Collell era un enérgico promotor catalanista a través de la prensa. Hizo amistad con Lluisa y sería su confidente, alentador y corresponsal durante más de veinte años. También lo sería de Merceditas, de Frasquita y de María, pero en menor grado.
La familia pasaba los meses más calurosos en San Gervasio, en su torre y en agosto se trasladaban a Sitges, hasta mediados de octubre y participaban en la vida artística de Sitges y de las amistades de las mejores familias. En aquellos momentos se hacían las fiestas modernistas en Sitges que serían iniciadas por Santiago Rusiñol en 1892. Enric Morera i Viura estrenó la ópera La Fada y también dirigiría la orquesta de un nuevo poema sinfónico, interpretado y compuesto por Merceditas al piano.
En 1898, Lluïsa preparaba en Sitges su primera exposición en compañía de su madre, su abuela materna y algunas de las hermanas pequeñas. Mientras Merceditas, Frasquita, y Júlia con el padre, en los Pirineos, participaban en los conciertos anuales celebrados en la casa de campo que el Dr. Salvador Andreu, empresario y farmacéutico, tenía en Puigcerdá, y que hizo su fortuna gracias al desarrollo urbanístico del Tibidabo, y las famosas y universales pastillas para la tos del Dr. Andreu. El Dr. Andreu era amigo de los Vidal, también uno de los benefactores de Enrique Granados y un protector y mecenas de las artes.
Eran frecuentes los viajes a Vich, y a Alsacia, país natal de la abuela Buscó, la madre de Mercè. Cuando tenía dieciséis años, Lluisa acompañó a su padre a Madrid, al Escorial para realizar el marco del retrato de Felipe II, en aquel momento atribuido a Sánchez Coello, sino hecho por la gran pintora italiana Sofonisba Anguissola, mujer del siglo XVI, que el Duque de Alba había llevado a Madrid para que fuese pintora de la Corte. Esa historia se repetiría con Lluisa, cuando algunas de sus obras fueron firmadas y vendidas como si fueran de otro artista, Ramón Casas. Para Lluïsa, la única razón de su viaje era el Museo del Prado. Así fue su primer contacto con la obra de los maestros españoles. Lluisa siempre remarcó los méritos fundamentales de Goya y de Diego Velázquez, quizás esas primeras visitas inspiraron su desarrollo de interesarse por el retrato, pero también desde el punto de vista profesional consciente de las perspectivas económicas del género retratístico. El director del Museo del Prado, Federico de Madrazo, autorizó tanto a la hija como al padre, a permanecer en el Museo todo el tiempo que quisieran.

### Inicios de la carrera profesional
En el año 1898, Lluïsa hizo su primera exposición en los Quatre Gats, teniendo veintidós años, una de las pocas mujeres exponentes a lo largo de la historia del local. Seguramente formó parte de una de las exposiciones colectivas. Algunos autores dudan de que haya expuesto en "Els Quatre Gats", ya que en sus primeros años de profesión, estaba muy dirigida por los puntos de vista estéticos y sociales de su padre. Y se refuerza tal conjetura, por la línea de los Masriera, o de su maestro Arcadio Mas, que se movían en un ambiente más refinado y no en el marco bohemio en el que se enmarcarían los Quatre Gats.
Su carrera artística profesional la comenzó en 1898, con tres exposiciones, dos de ellas exclusivamente de retratos. En abril, colgó tres retratos al óleo en la IV Exposición de Bellas Artes e Industrias Artísticas de Barcelona. En esa exposición, había más de 2.000 obras, entre otras de Casas, Santiago Rusiñol, Brull, Joaquín Mir, Ramon Pichot, y Arcadio Mas. En la ceremonia de clausura fue galardonada con una Mención honorífica por su cuadro de Mossèn Collell. El retrato, así como las cartas y todos los dibujos que a Lluisa le solían regalar por su santo, desaparecieron, seguramente quemados durante la guerra civil española.
A partir del éxito de aquella primera exposición oficial, los críticos comenzaron a reseñar en serio su trabajo. Raimon Casellas, prestigioso crítico de la época, en una breve reseña de la Exposición, publicada en La Vanguardia incluía a Lluïsa entre los artistas consagrados. Decía que el retrato de la Noia de Sitges “era tan desembarazado y simple de factura, tan sugestivo por carácter y la expresión que ya lo quisieran para los días de fiesta muchísimos pintores retratistas del otro sexo”.
El crítico del Diari de Barcelona Miguel y Badia afirmaba que “ejecutados con una severidad y una sobriedad nada comunes hoy día, son los retratos de Lluisa Vidal, que recomendamos a nuestros lectores por ser testimonio fehaciente del talento de la joven artista”.
En noviembre de 1898, realizó su primera exposición en la Sala Parés, que preparó en el verano, bajo la dirección crítica de su padre y de Arcadio Mas. La acogida que recibió fue excepcional, por el hecho de ser una mujer. Lluisa guardaba recortes de periódicos, premios, diplomas, etc.

### Estancia en París
Lluïsa fue la única pintora española de la época, que completó sus estudios en París. Viajó sola, en una época donde las damas raramente viajaban solas. Se instalaría en París, a principios de junio de 1901, en la pensión Durand, sobre el Boulevard Haussmann.
Primero visitó el Louvre, y la exposición del Salón de París, se sentía sola, aunque el hecho de conocer artistas y visitar sus talleres le estimulaba la ambición artística, pero también le socavaba la confianza en su propio talento.
Un amigo común le presentó a Henri Léopold Lévy, un pintor académico, y entre ellos se estableció una estrecha y cordial relación. Lévy se convierte así, en el primer mentor de Lluïsa en París. Lévy conocía muy bien las reglas del juego, mientras ella se sentía perdida entre tantos artistas ambiciosos y con talento.
Se matricula en la popular "Académie Julian" que tenía fama de ser la única escuela de artes para mujeres de todo París, y la más cosmopolita de las Escueles alternativas. La academia basaba su exitosa estrategia en talleres separados para hombres y mujeres, pero regidos por los mismos principios, utilizando modelos vivos. Estaba cerca de Montmartre. Era una escuela privada, fundada en el año 1873 preparando a artistas para las exposiciones del Salón o para entrar en la École des Beaux-Arts, patrocinada por el Estado.
Las correcciones eran semanales a cargo de dos profesores de Bellas Artes, Henri Royer y Jean-Paul Laurens. Los alumnos de la Escuela de Julian solían ser extranjeros, la tarifa de inscripción era dos veces más cara en mujeres que en hombres, también la obra de las mujeres se solía vender mucho más barata. El taller de mujeres era dirigido por Amèlie Beaury-Saurel, coetánea del padre de Lluïsa, principalmente era retratista, y Lluïsa encontraba su obra inteligentemente ejecutada, pero fría y exagerada.
Lluïsa estando acostumbrada a la eficiencia del obrador de su padre, y al funcionamiento regular del hogar, quedó sorprendida por la ineficacia del taller. Había desigualdades entre las habilidades y el talento de los alumnos, y se encontró rodeada de principiantes.
Baschet revisó el primer trabajo de Lluïsa, y encontró que su color era frío, pero le dijo que tenía cualidades y que se veía que conocía el oficio. Lluïsa trabajaba en el taller ocho horas al día y esperaba la corrección de Laurens, pero él la descalificaba sin miramientos. Duró un mes más y luego comenzó a buscar una alternativa.
Benjamin-Constant era una posibilidad, pero no tenía un taller, y como en aquel momento estaba en Inglaterra, fue al estudio de Henri Lévy, el cual le aconsejó que hiciera estudios y que hasta dentro de un tiempo no hiciera obras terminadas.
En agosto de 1902, se trasladó a Inglaterra con los Durand, donde se decidió a pintar al aire libre. Visitó los museos más importantes, Joseph Mallord William Turner la alabó como exquisita y Jean-François Millet, magistral. Londres la impresionaría mucho.
Una vez de nuevo en París Lluïsa se dedicó a copiar obras en el Louvre, y por las tardes copiaba del natural, en un estudio que había alquilado para completar su formación. Más adelante vuelve a la Academia Julian, sin entusiasmo, y pide una reducción de tarifa que no conseguirá. Después de eso, Lluïsa decidió estudiar con Georges Picard y Eugène Carrière en la Academia particular de Georges Humbert, director de los estudios femeninos de la Escuela de Bellas Artes. Los maestros de esa Academia eran conocidos por su disposición a la crítica constructiva. Esta academia le gustó mucho más que la Julian. El ambiente de aquella escuela era más apropiado para Lluïsa, aquí se exigía un uso más vivo del color que en la Academia Julian. Además, a Lluïsa le interesaba tal Academia para estudiar con Carrière. Ignacio Zuloaga, Santiago Rusiñol, Ramón Casas, y Miguel Utrillo habían pasado por su estudio.
Lluïsa sucumbió como muchos otros, al encanto de Carrière, y este le recomendaba sobre todo sencillez y le parecía que Lluïsa era demasiado habilidosa.
En París, además entra en contacto con el incipiente movimiento feminista europeo, gracias a su amistad con los editores de La Fronde, un diario avanzado para la época, escrito e impreso exclusivamente por mujeres profesionales en acción.
Lluïsa pudo vender obras a la Galería Daunon, con una compañera chilena de la Academia Julian, soliendo hacer bocetos las dos juntas a orillas del Sena, aunque a veces también trabajaba sola.
Eugène Carrière se marchó de París, hacia finales de noviembre de 1901, y enviaría a Georges Picard a la Academia para sustituirlo. Picard le gustaba, era discípulo de Gérôme, y pintor intimista con preferencia por los desnudos. Picard demostró un gran interés por el desarrollo artístico de Lluïsa, y que le llevó a su estudio; habiendo una considerable compenetración entre ellos.
Su falta de aprendizaje formal previo, la obligaba a realizar un esfuerzo importante durante las clases para así recuperar el tiempo perdido. Por primera vez estudió los valores, la relación dentro de la pintura entre la luz y las sombras.
Conocedora de sus carencias trabajó intensamente. Picard la animaba. Lluïsa informaba a su padre de sus actividades, aunque ella ya se había forjado sus opiniones, se hacía cargo de sus estudios, había alquilado un puesto de trabajo y controlaba sus finanzas. A medida que pasaba el tiempo, Lluisa cada vez era más independiente.
Terminó su curso de tres meses en la Academia Humbert, hacia fines de 1901. Mientras esperaba la decisión del padre, visitaba museos, y trabajaba copiando en el Louvre, y también en su estudio con un modelo.
A partir de 1902, asistía cada sábado a conferencias sobre historia del arte que daba, en la École del Louvre, Lafênestre, el antiguo director del museo.
Lluïsa retorna a Barcelona llamada por su madre, ya que tres de sus hermanas estaban enfermas, y María estaba trabajando en Alemania. En aquellos momentos, Barcelona estaba sacudida por las huelgas y los conflictos sociales.
Más adelante volverá a París, pero su padre le sugiere que continúe trabajando por su cuenta y que no vuelva a la Académie, ya que en ese momento están pasando dificultades económicas. Por suerte, Picard se brindó a continuar corrigiendo sus obras. Lluïsa fue la única que no tuvo dificultades para obtener dinero cuando estaba en el extranjero, no pasando lo mismo con sus hermanos, ni con Frederic, ni con María, ni después con Claudi.
Cuando se inauguró el Salón, Lluïsa fue a verlo, y los cuadros de Joaquín Sorolla la abrumaron. Aquella primavera recibió cartas, de su padre y de Manuel Fuxà, desaprobando el cambio que tomaba su pintura, lo que le desagradó mucho. Pero Picard la seguía alentando.

### De nuevo en Barcelona
Al año de su estancia la llamaron para que volviera a Barcelona. Volvió con un montón de obras.
Los Vidal, aquel verano alquilaron una casa en Blanes, querían un lugar más tranquilo y Lluisa estaba deseando pintar el mar. Julia había intentado casarse con Manuel de Montoliu tres veces, pero su padre se negó las tres a darle su consentimiento. También la familia Montoliu se oponía. Júlia se casará de todas maneras, y Francesc Vidal le prohibirá regresar a la casa familiar.
Poco después que Lluïsa retornó de París, la familia Vidal se instalará en San Gervasio, pero conservaron el piso de Paseo de Gracia. María se decidirá a quedarse en Alemania, y Frederic en aquellos momentos hacía jornadas de doce y catorce horas en el obrador, lo que demostraba el indiscutible éxito de sus proyectos de vidrio alveolado que había estudiado en Inglaterra.
Lluïsa volvió con ideología feminista a Barcelona. El primer movimiento feminista se había dividido en dos ramas, la obrera y la burguesa, pero coincidían en lo fundamental. La líder de las trabajadoras era Teresa Claramunt, y la de las burguesas era Carme Karr. Las diversas colaboraciones de Lluïsa con las destacadas y enérgicas intelectuales Dolors Monserdà, Carme Karr, y Francesca Bonnemaison constituirían un aspecto importante y enriquecedor en la vida de Lluïsa.
A partir de 1903, se dedicó a preparar una exposición tras otra. Pèl & Ploma le publicará cuatro pinturas, y diversos estudios y dibujos; y retornará a exponer en la Sala Parés, ocupando el espacio central. En septiembre de 1903 Pèl & Ploma publicó ocho reproducciones de sus obras más recientes. La influencia parisina en las obras reproducidas era evidente por la diversidad de tendencias.

### Momentos difíciles

#### Profesión y familia
- 1905

En 1905, Carlota muere de viruela, quedando la familia hundida por la tragedia, sobre todo el padre de Lluïsa que se siente enormemente culpable, por no haber dejado vacunar a su familia. Ese mismo año envía un cuadro al Salón de París que es rechazado. Aquel verano irán a Blanes, y Lluïsa aprovechará para preparar la próxima exposición. El padre, Francesc, comenzaría a comportarse de una manera irracional, reduciendo gastos en el hogar y el obrador, volviéndose reservado y acusador. Para principios de 1906 se desmorona física y mentalmente. En marzo de ese año, Lluïsa participará en otra exposición colectiva de la Sala Parés en la que expuso trece obras, pinturas, y estudios hechos al aire libre. La exposición levantó controversia debido al retrato que le hizo a María Pella, la cual se disgusta por el modo como la había plasmado, y le pide que la retire de la exposición, mas Lluïsa no accederá a esa petición.
El periodista Roviralta se refería a Lluïsa como ejemplo de la lucha de la mujer, en el diario republicano catalanista El Poble Català, con el permiso de Lluïsa.
Para finales de primavera, exhibirá dos óleos de grandes dimensiones en la Exposición general de Bellas Artes de Madrid. Les mestresses de casa, y también un retrato idealizado de Carlota (la fallecida por viruela, en 1905).

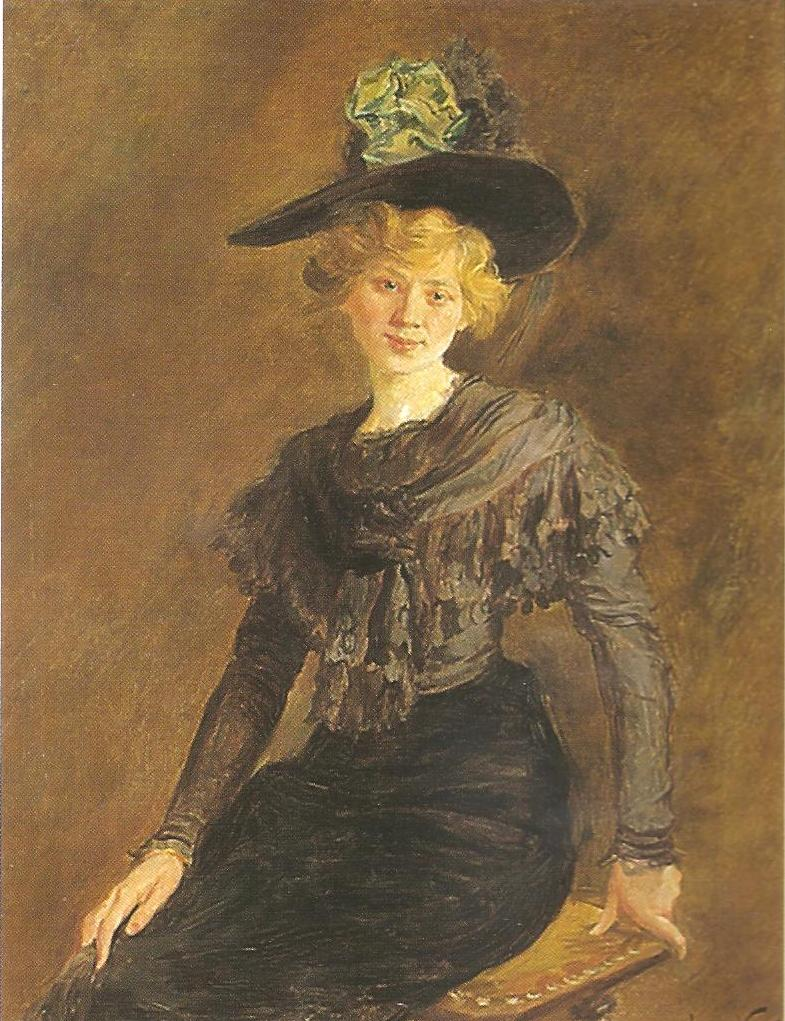
Carlota Vidal, su Hna., ca. 1905.

A principios de otoño, su padre Francesc desapareció, y lo encontrarían en una vieja masía en Olot, febril, incoherente y muy cerca del suicidio. Las hijas van a cuidarlo, ya que no querían que su madre lo hiciera. Cuando María retorna a Alemania, Lluïsa la sustituirá; de nuevo su profesión debe ceder a los condicionamientos familiares. Mientras dura esa situación Frederic procuró dirigir el obrador, para mantener en secreto el estado estragado de su padre. Francesc Vidal pondrá todas las culpas en la madre de las desgracias de la familia. Pero Lluïsa defenderá a su madre, y Francesc no le perdonará y la apartará de su vida.
Lluïsa ayudará a sostener la familia, consiguiendo muchos encargos de retratos, y además se hace ilustradora de la nueva revista Feminal.
- 1907

La familia alquiló un piso en la tercera planta de la casa Ferrer-Vidal, un nuevo edificio modernista de Enric Sagnier, al 269 de la calle de Provenza. Lluïsa pasaba mucho tiempo en Blanes preparando exposiciones. La familia trataba de mantener una apariencia burguesa próspera, aunque ahora pasaban auténticas necesidades económicas. Aquel cambio de circunstancias contribuyó a acentuar su sensibilidad feminista, y la empujó a la acción social, dentro de los límites de su posición y de sus creencias religiosas.

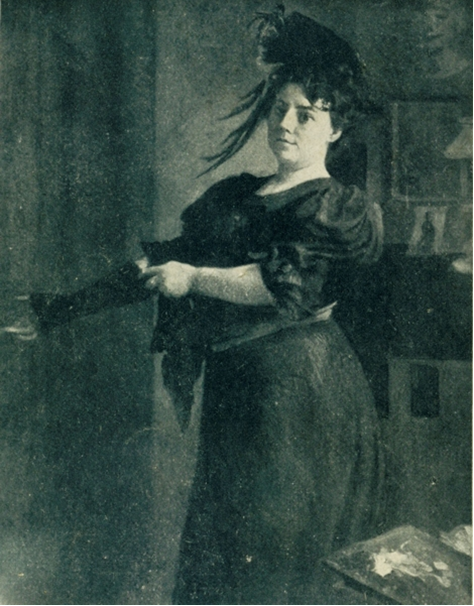
(Autorretrato) Poniéndose la chaqueta.

Hacia finales de 1907, el Círculo Artístico organizó en la Sala Reina Regente, una exposición de autorretratos patrocinada por la casa real. Lluïsa, la única pintora representada, colgó el óleo intitulado Posant-se la jaqueta (Poniéndose la chaqueta), valorado en 1000 pesetas.
- 1908

Francesc Vidal retorna a Olot y vivirá en San Gervasio con sus hermanas. Mercè intentó reconciliarse con él sin éxito. Vidal continuó recluido, ignorando a su esposa, pero manteniendo el dominio sobre los hijos. Cuando se sintió de nuevo fuerte para volver al obrador, lo primero que hizo fue despachar a Federic, que en enero de 1908 se embarcará a Buenos Aires, donde allá conseguirá triunfar como piloto de coches. Claudi en aquellos momentos se encuentra en Londres pasando hambre, ya que su padre no le envía dinero. Júlia estaba en Alemania, y María en Mannheim también con graves problemas económicos.
Como con lo que hacía no tenía suficiente para cubrir las necesidades de la familia, Lluïsa decidirá dar clases particulares de arte en su estudio de la calle de Provenza. Debido a ello, su producción creativa se resintió.
- 1909

Frasquita se casa en mayo de 1909 con Felip Capdevila, y su padre le niega la dote.
Lluïsa retorna a exponer en la Sala Parés, en mayo de 1909 junto con Pepita Teixidor, exponiendo doce cuadros. Feminal dedicó varias páginas a alabar la exposición.

#### Activa y comprometida
La Semana Trágica sembró en el corazón de los barceloneses un sentimiento de división de clases muy profundo. Lluïsa se incorporó al Instituto de Cultura y Biblioteca Popular para la Mujer, proyecto de Francesca Bonnemaison de Verdaguer, fundado en febrero de 1909 para ayudar a jóvenes solteras de la clase obrera, o de la clase media baja sin medios, para estudiar o adquirir una formación profesional. Se pagaban cuotas proporcionales a los ingresos. El crecimiento que tuvo fue extraordinario. En el primer curso, Lluïsa fue presidenta de los Tribunales de exámenes, y jurado de la sección de arte, y además actuó como consejera, crítica y jueza. Hizo amistad con Bonnemaison.
Lluïsa y su familia eran cada vez eran más autosuficientes. Después de cinco años de enfermedad y comportamiento disfuncional, Francesc Vidal reapareció con un nuevo taller en la Casa Fuster, con capacidad para cien trabajadores. Comenzó a anunciarse en los periódicos y en los catálogos de las exposiciones. Pero las relaciones con la familia seguían siendo difíciles. Claudi retornaría de Londres, y fue a trabajar con su cuñado Felip Capdevila. Lluïsa en aquellos momentos participó en la Tómbola del Trabajo de la Mujer Catalana, donó un cuadro, y también participó con la Tómbola, que se hizo por Raimon Caselles, donando un desnudo a la sanguina, esa última Tómbola la organizó la galería de arte de Faianç Català para recoger dinero para la viuda de Casellas, y para hacerle un monumento al difunto.

#### Una nueva faceta profesional: educadora
- 1911

Este año abrió una Academia en la Calle Grande de Gracia, en el antiguo estudio de Isidre Nonell. Así, impartía cursos de modelado en yeso, decoración, acuarela, dibujo y pintura con modelos vivos. Eran cursos de tres horas diarias, y costaban cincuenta pesetas. Corregía tres veces por semana los trabajos de sus alumnos. También hacía cursos de dos horas, de ocho y media a diez y media tres días a la semana, que solo costaban quince pesetas, pensados para principiantes. En las clases de once a una, se doblaba el precio, pues Lluïsa contrataba modelos para las sesiones de esas horas. También daba clases individuales un domingo si, y otro no. Y, generalmente en julio hacía exposiciones de obras de las alumnas de su estudio. En el estudio tenía colgados sus cuadros, dibujos, estudios, abanicos pintados, máscaras... Lluïsa continuaba activamente pintando retratos.

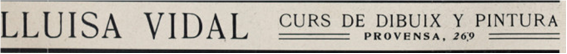
Cartelería del Curso de dibujo y pintura de Lluïsa Vidal

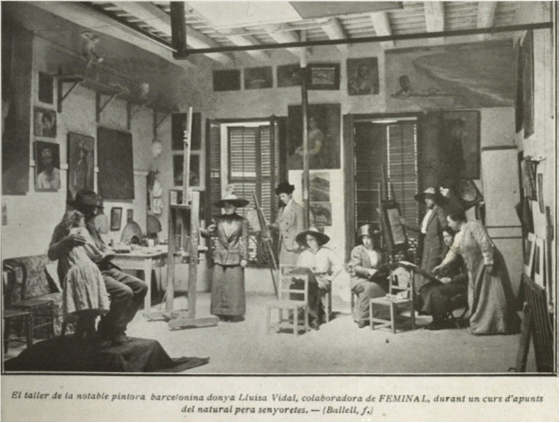
Estudio de Lluïsa Vidal

#### Como ilustradora
Lluïsa ilustrará el relato mensual de la revista Feminal desde 1907 a 1915, con ello conseguirá un ingreso regular, aunque insignificante. También participó en el incipiente movimiento feminista catalán y colaboró en eventos culturales y sociales. También diseñó la bandera de la Federación Sindical de Obreras, que se fundaría en 1912, como un favor personal a la fundadora y amiga de Lluïsa, Maria Domènech de Cañellas.
- 1913

En enero de 1913, Frederic después de cinco años retornará a casa, habiendo triunfado como piloto automovilístico en Sudamérica. Ocupó el lugar del padre en el trabajo, no sin que éste intentara hacerle la vida imposible. Lluisa se sintió aliviada por el hecho de poder compartir una parte de responsabilidad familiar con Frederic. Marta trabajaba de secretaria, y Rosina de bibliotecaria en la Biblioteca de Cataluña, con ello se cubrían sus gastos.
En reconocimiento a su contribución al nacimiento del modernismo, el Colegio de Ebanistas le realiza un homenaje público a Francesc Vidal, que él no valoró en ese momento.
Después de mucha polémica, el Ayuntamiento le encargará un retrato al óleo de Josepa Massanés. Y por aquel encargo cobró 1.500 pesetas. Fue el primer retrato femenino que se incorporó a la Galería de Catalanes Ilustres de 1914.
- 1914

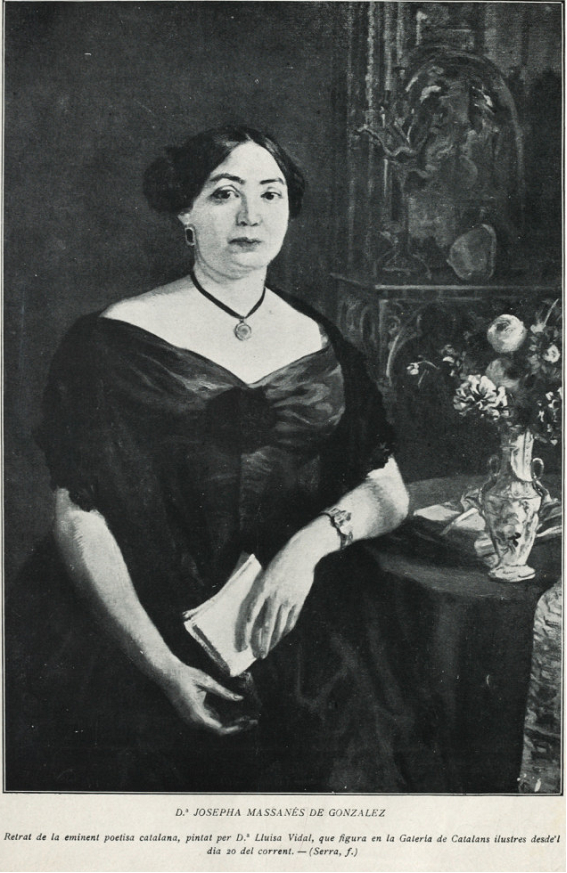
Retrato de Josepa Massanés

En la primavera de 1914, hizo una exposición en la Sala Parés, donde la prensa de Barcelona en aquellos momentos ya la trata de ”ilustre dama” y “celebrada artista”.  La exposición fue considerada un gran éxito. Y Carme Karr, bajo el pseudónimo de Joana Romeu, con el cual escribía en la revista Feminal, manifestaba su indignación por el tratamiento tan sexista que recibía de la prensa.
El 30 de octubre de 1914 muere Francesc Vidal, de una obstrucción intestinal, a los sesenta y seis años. La herencia se dividiría en catorce partes iguales.
- 1915

Lluïsa se suscribió a la revista de arte de Folch y Torres Vell, y Nou, y concurre a la moderna galería de arte de Josep Dalmau i Rafel (Galerías Dalmau). En la primavera de 1915 envió a Madrid para la Exposición Nacional de Pintura, Escultura y Arquitectura dos óleos titulados Otoño y primavera, y A pleno sol.

#### Colaboradora en la causa pacifista
Durante la Primera Guerra Mundial apoyó la causa pacifista. En 1915, en una reunión del Ateneo Barcelonés las feministas católicas fundaron el Comité Femenino Pacifista de Cataluña, y Lluïsa se incorporó como una de las vocales de esa organización.
- 1916

En octubre de 1916 se hace la tómbola para el monumento de Pepita Teixidor, donde Lluïsa brinda una obra de la Sala Parés. El monumento se erigiría en el Parque de la Ciudadela.
- 1918

En la primavera de 1918, se producen los primeros casos de una pandemia mundial: la gripe causará millones de muertos en todo el planeta, sin haber tratamiento alguno contra la dolencia. El 12 de octubre la artista redactará testamento dejando su patrimonio y sus posesiones a sus hermanas solteras. No pudo hacer constar su profesión, ya que en los documentos legales españoles de la época aun no figuraba tal referencia para las mujeres. Falleció de la gripe el 22 de octubre.

## Obra
Lluïsa Vidal se especializó en retratos, en escenas íntimas de género, paisajes, y celebraciones populares pintadas al aire libre. Su pintura ha sido considerada como modernista por los tonos de su paleta, por el uso de la transparencia luminosa en los colores de fondo, y también por la elección de los temas.

### Visión, influencias, y crítica
Lluïsa perteneció a la segunda generación de artistas modernistas. Tal movimiento será ecléctico e individualista, a la vez que moderno e intrínsecamente catalán.
Cirici Pellicer afirmó que Lluïsa Vidal aportó al movimiento una única visión artística femenina, y que fue bastante parecida a la de Berthe Morisot dentro del movimiento impresionista de Francia.
Como las mujeres no podían cursar estudios oficiales, no podían disponer de los modelos que había en las escuelas. Así Luisa, inteligentemente, usó a sus hermanos y hermanas, muy a menudo, pero eran modelos neófitos, impacientes, y tenía que trabajar con rapidez, por eso muchas veces utilizaba sanguinas. Su pintura reflejaba poder de observación como artista y como mujer, su obra en general tiene intensidad pictórica y una mirada directa.
Aunque Lluïsa conoce la producción de los nuevos artistas del momento, el entorno en el que se mueve es el de los pintores de la Sala Parés. Aquí hizo exposiciones durante toda su vida profesional. La producción plástica de Lluisa se movía dentro de la tradición modernista moderada.
Únicamente Lluïsa y Pepita Teixidor desarrollaron su labor de pintores exponiendo regularmente y teniendo una clientela fiel. Pepita se dedicó a la pintura de flores, un género considerado femenino y Lluisa tuvo que recurrir a la enseñanza, para completar las ganancias que obtenía como artista.
En 1898, la Sala Parés organizó una exposición de obras hechas exclusivamente para “señoras y señoritas”, en la que Lluïsa decidió no participar. No se identificaba con la sensibilidad femenina de la pintura floral, ni le interesaban especialmente los paisajes, aunque los pintaba por encargo. A Lluïsa también le agradaba trabajar al aire libre. No había nada de aficionada en su manera de enfocar el arte. Su padre le había inculcado unos rasgos considerados masculinos en la época: capacidad de trabajo, competitividad, pensamiento independiente y gusto artístico. Vivía en un entorno de intercambio artístico constante. Su energía y calidad hizo que sus colegas masculinos la aceptaran. Fue la única mujer con suficiente talento para ser admitida a Quatre Gats, así sus dotes siempre se etiquetaron como masculinos.
Todos los profesores que Lluïsa tuvo en París se habían alejado de un modo u otro de la tradición artística a partir de indagaciones propias, esto favoreció que Luisa conociera planteamientos pictóricos diversos.
Su aprendizaje fue heterogéneo, y sus influencias se pueden reconocer en la pintura de Lluïsa:
- los temas elegidos, la elección cromática y el uso vibrante de los colores de Arcadio Mas
- las tonalidades más sombreadas de Carrière
- y los fondos fluidos y las pinceladas las aprendió de los grandes maestros españoles, sobre todo de Diego Velázquez.

Al retornar de París, en 1903, le representó una cierta consagración, la influencia parisina era evidente por la diversidad de tendencias.
En octubre de 1903, expuso en la Sala Parés diez óleos y dos dibujos a la sanguina. Los críticos una vez más alabaron a Lluisa por su extraordinario talento masculino. Aplaudieron la excelencia y la variedad de la pintora, la creación de arte superior mediante un dominio técnico absoluto, la firmeza del dibujo, y la fuerza y la veracidad del color. El crítico Raimon Casellas publicó un artículo en La veu de Catalunya en el que dedica comentarios muy positivos hacia Lluïsa, en los que comentaba la magnífica impresión que le había causado el virtuosismo de su arte. Pero también el cronista la critica por no descubrirse a sí misma, sino a otros pintores. Lluisa lo que quería era demostrar en aquellos momentos, su versatilidad artística. Todo lo que había expuesto en la Sala Parés formaba parte de las nuevas tendencies aceptadas por el arte francés.

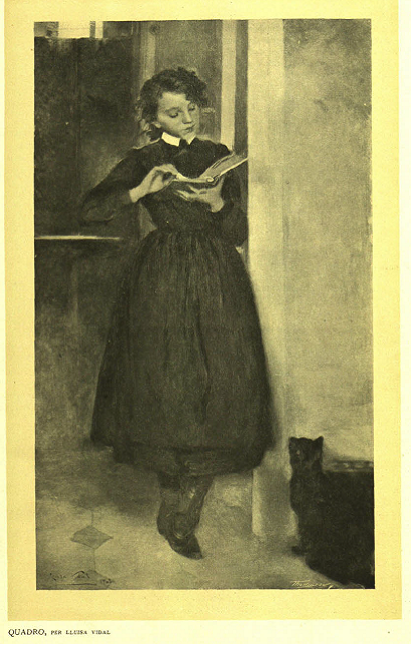
La nena del gato negro.

Para Casellas el cuadro que consideró como la clara demostración de talento y el carácter de Lluïsa será La nena del gato negro, tiene muchas cualidades que lo hacen atractivo, la resolución de los espacios interiores y exteriores, esto también se puede observar en otros cuadros como Las amas de casa o en la Maternidad. Es muy interesante para el tratamiento de la perspectiva, la luz y el sombreado. Los interiores tienen un juego de luz y sombra a través de los corredores, puertas medio abiertas o medio cerradas, que dan a otras puertas u otras ventanas, parecen representar una visión personal de Lluisa en la frontera del interior al exterior o viceversa.
Las pinturas expuestas en la Sala Parés resultaron sorprendentes por su modernidad. Lluïsa tenía clara intención de vender sus obras.
En marzo de 1906, Lluïsa participará en otra exposición colectiva de la Sala Parés en la que expuso trece obras, pinturas, y estudios hechos al aire libre. Casellas esta vez confirmó la evolución de la individualidad de Lluisa, considerándola una pintora seria, encontrando su obra más elegante, más simple, más directa, pero sobre todo más personal. La exposición fue un éxito, y Lluisa vendió unos cuantos cuadros.

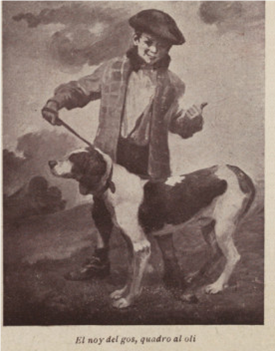
El nene del perro.

A finales de primavera exhibió dos óleos de grandes dimensiones en la Exposición general de Bellas Artes de Madrid. Les mestresses de casa, dinámica escena de género: dos jóvenes sonrientes fían tareas domésticas, por el que obtuvo una mención honorífica. Y también un retrato idealizado de su difunta hermana Carlota.
Lluïsa obtuvo una medalla de segunda categoría en la V Exposición Internacional de Arte de Barcelona, que tuvo lugar en el Palacio de Bellas Artes, por su obra a la sanguina El niño con su perro.

### Retratos
Sus retratos ya se destacaban en las primeras exposiciones, y la crítica sería unánime en elogiarla. Entre sus clientes estaban: Maria Luisa Güell, Mossèn Jaume Collell de Vich, Carme Karr, Caterina Albert (Victor Català), Dolors Monserdà, Margarita Xirgu, Ricard Canals, Manuel Fuxà entre otros.

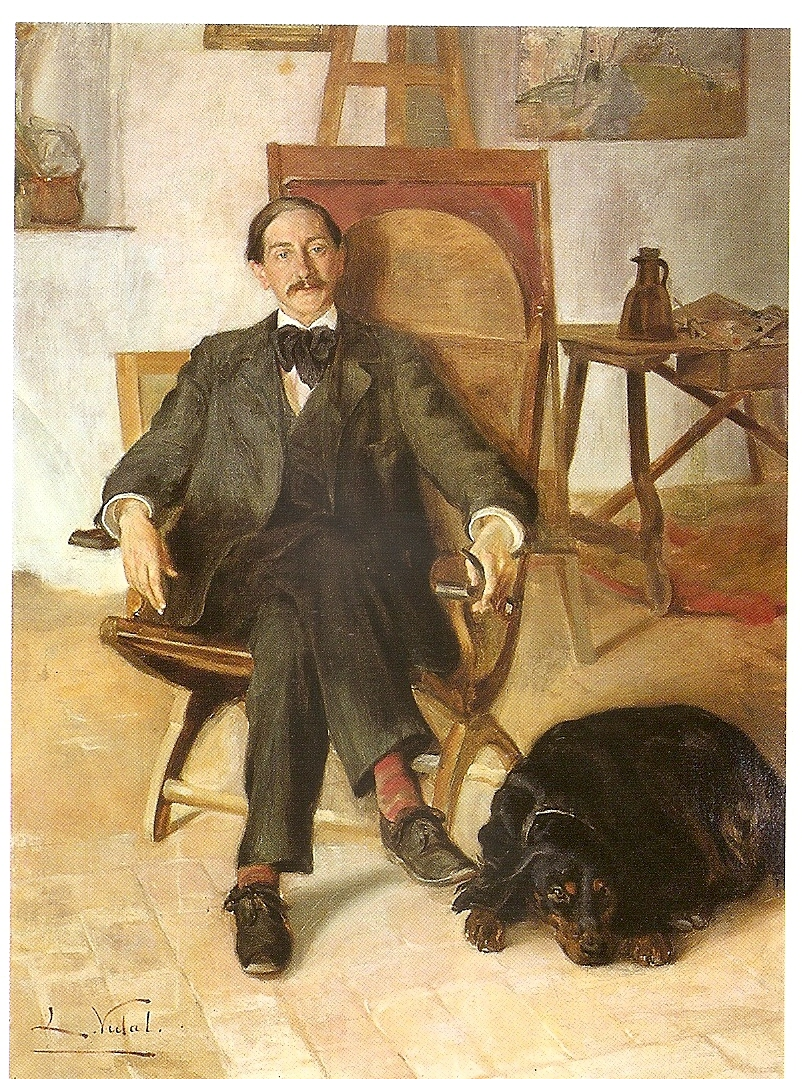
Ricard Canals, , c. 1907-1918
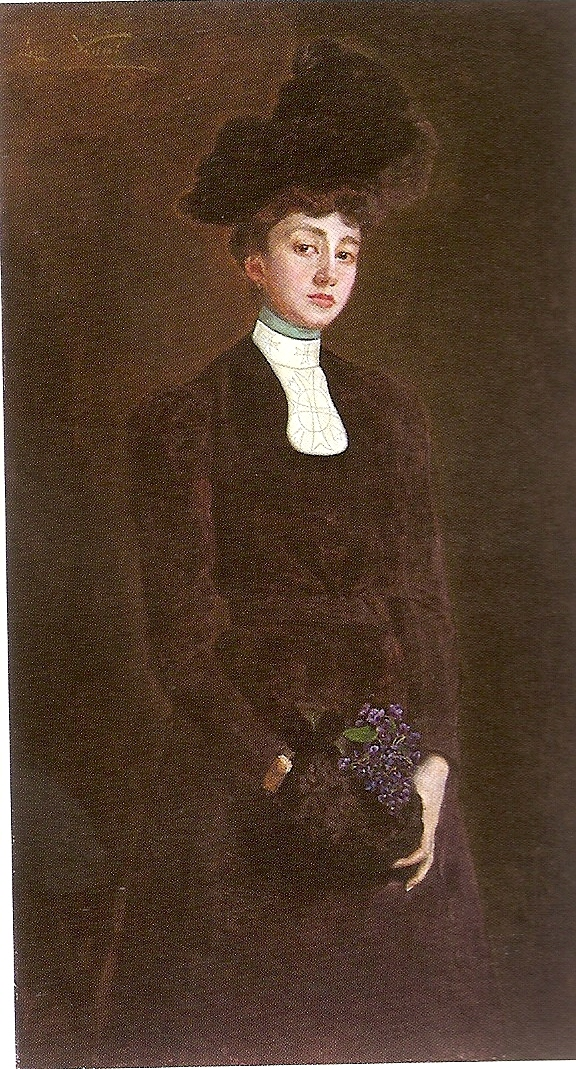
Maria Luisa Güell i López, , 1900
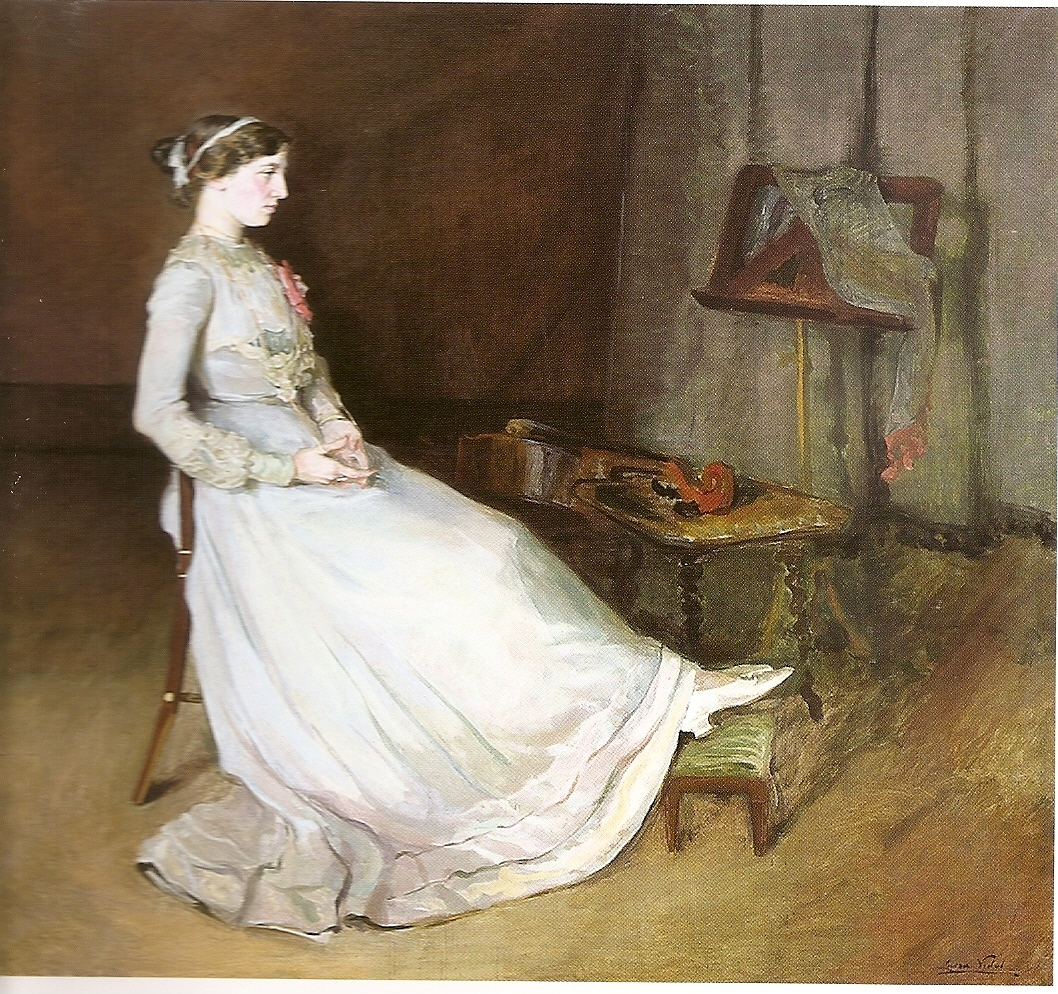
Francisca Vidal ,1909
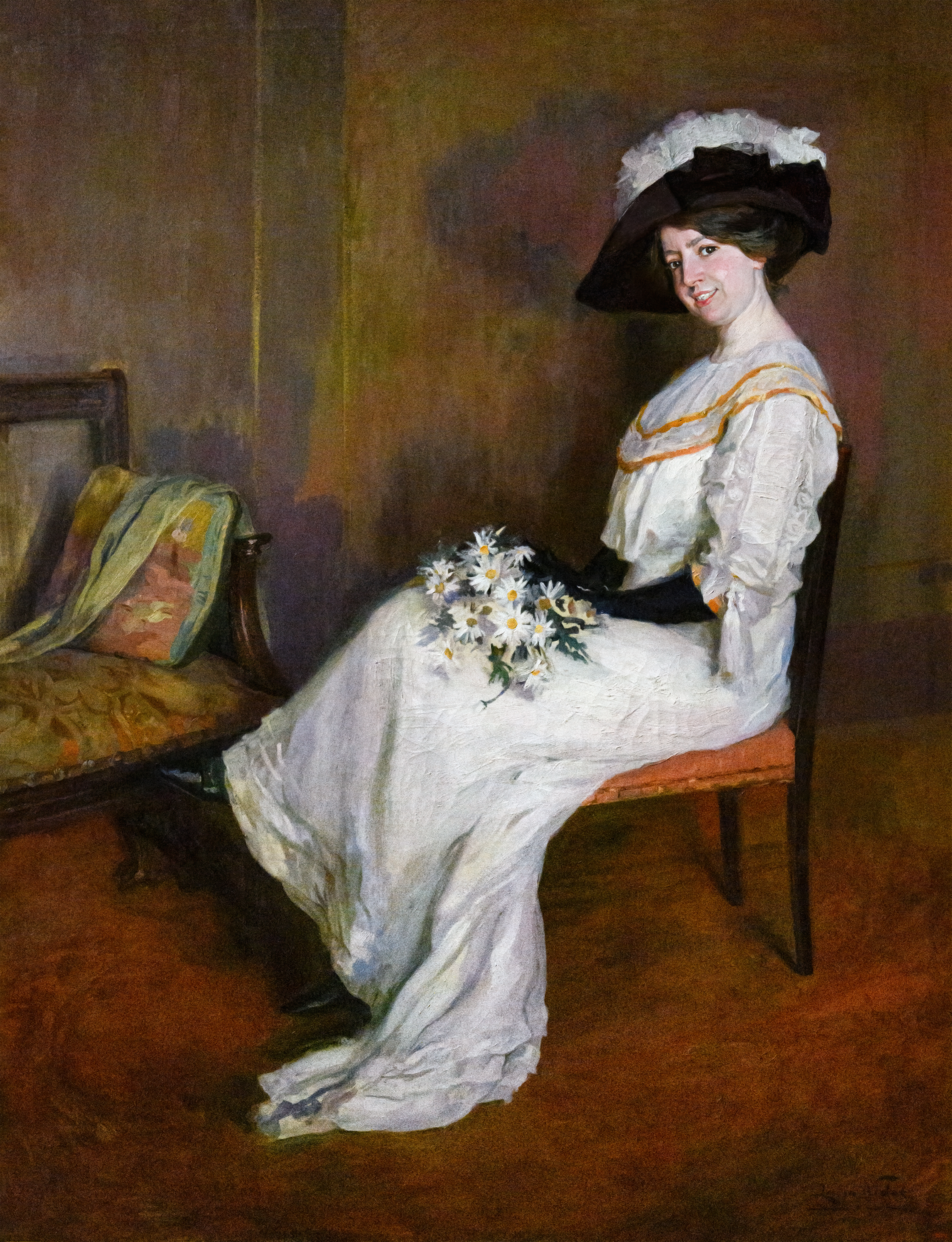
Marta Vidal, , hermana de la pintora, 1909

Lluïsa pintó un retrato de Dolors Vidal, esposa de Miquel Utrillo, director de Pèl & Ploma, posteriormente ese retrato se atribuiría erróneamente a Casas. Posiblemente se debió a evidentes paralelismos entre la pintura de Lluisa y la de Casas. En la obra de los dos se puede observar la influencia de Diego Velázquez, la de Sargent, Whistler, y Manet posteriormente. Lluïsa tenía menos oportunidades profesionales y pintaba un entorno femenino más limitado, el mundo íntimo de la familia y amigos. La cotización de Casas creció sin parar, mientras la pintura de Luisa no fue nunca codiciada.
Como mujer tenía dificultad para trabajar con modelos, por lo que la mayoría eran sus familiares más directos.

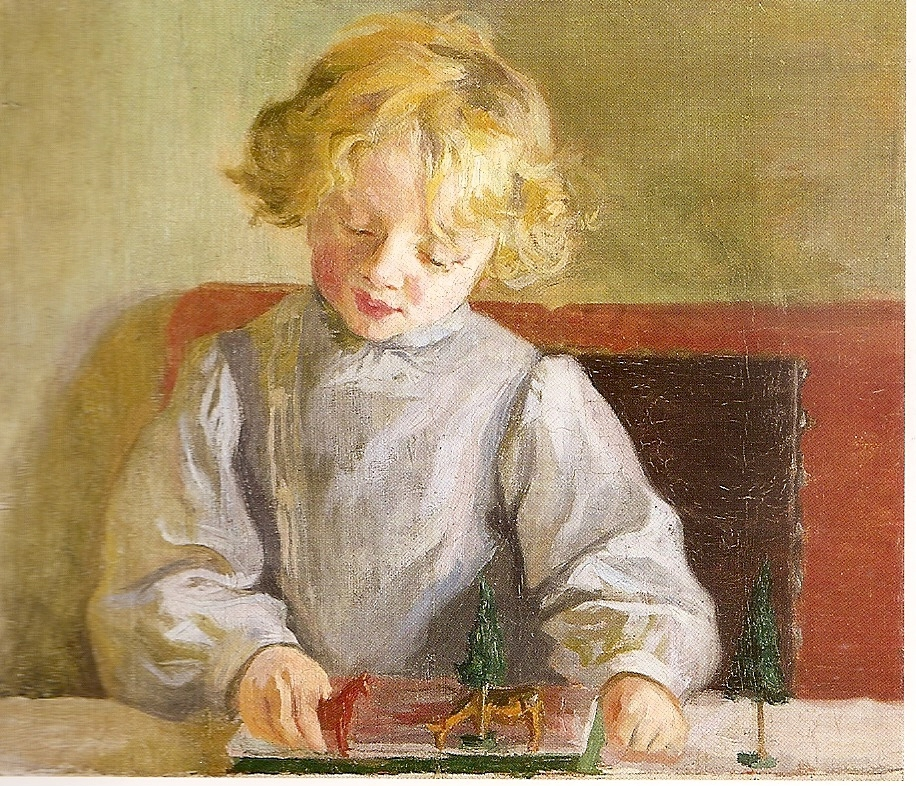
Marcel Montoliu i Vidal, sobrino de Lluïsa Vidal.
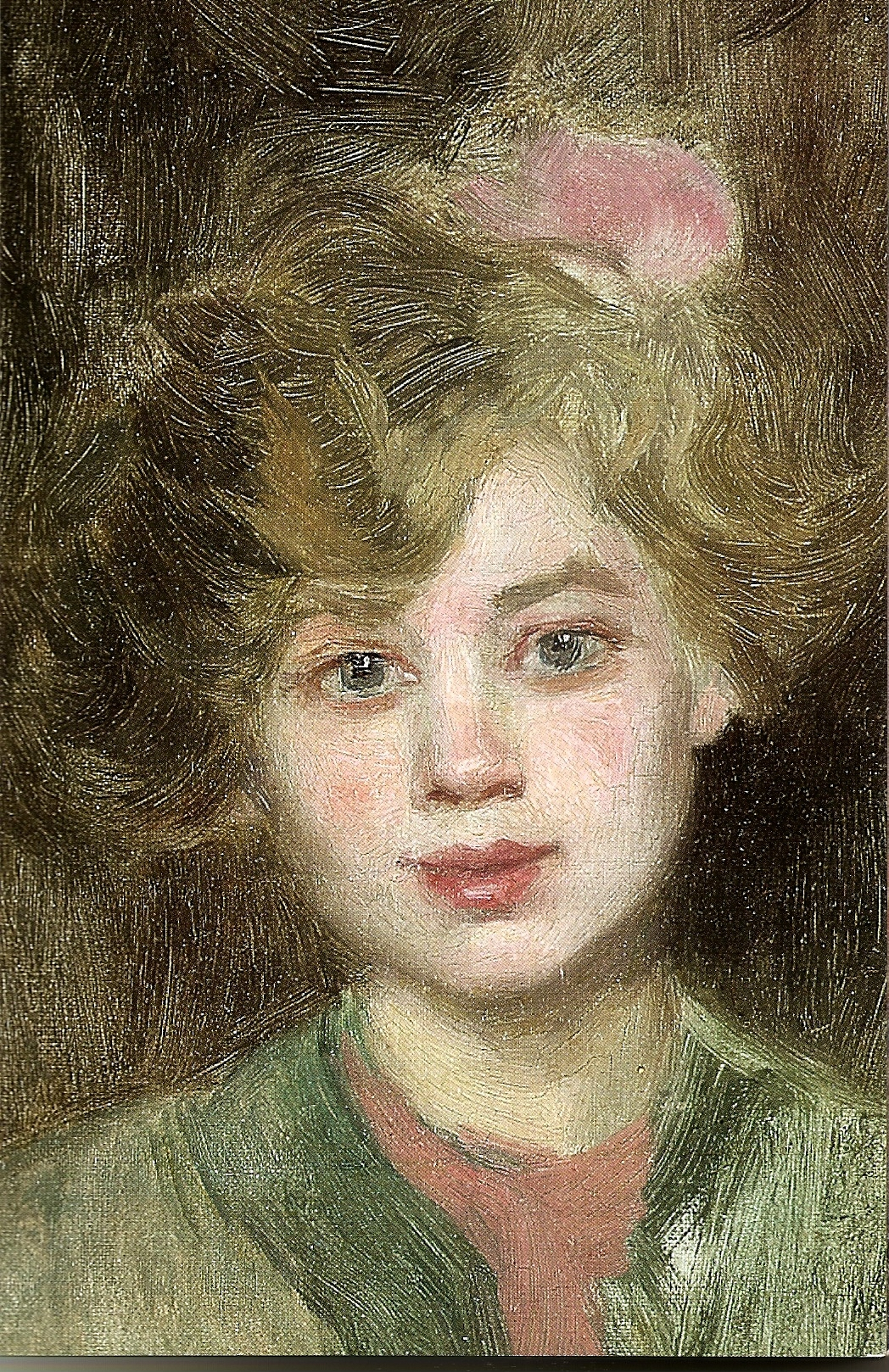
Carlota Vidal, , hermana de la pintora, 1903.
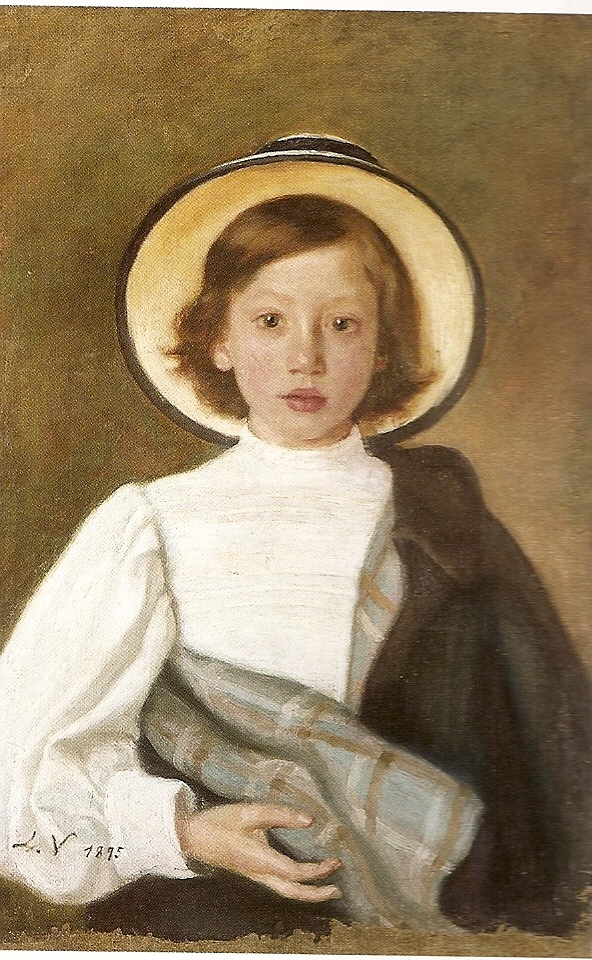
Frederic Vidal , hermano de Lluïsa Vidal, 1895.
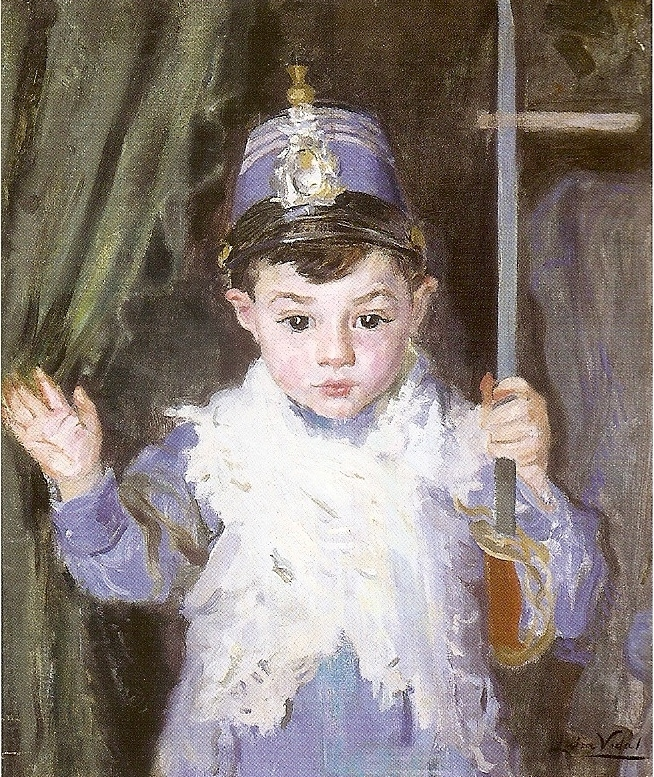
Sin título , 1903-1905.

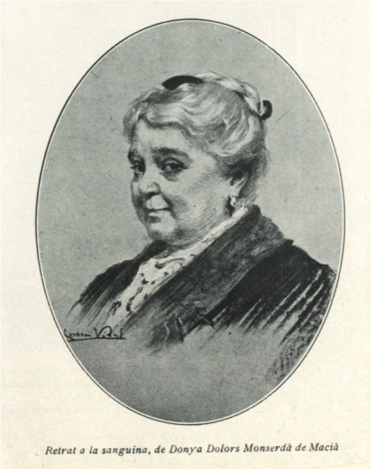
Sanguina de Lluïsa Vidal de Dolors Monserdà

Dolors Monserdà representa un personaje femenino excepcional, polifacética, narradora, escritora, periodista, organizadora y reformadora social, aunque a menudo se la representa bajo la imagen del conservadurismo. El pincelado de Lluïsa Vidal captaría las ambivalencias, las contradicciones y las transgresiones de Dolors Monserdà en sus retratos más tradicionales. Pero en un dibujo de los años 1908-09, la retrata entre dos figuras femeninas desnudas de aspecto tribal, que representan mujeres guerreras.

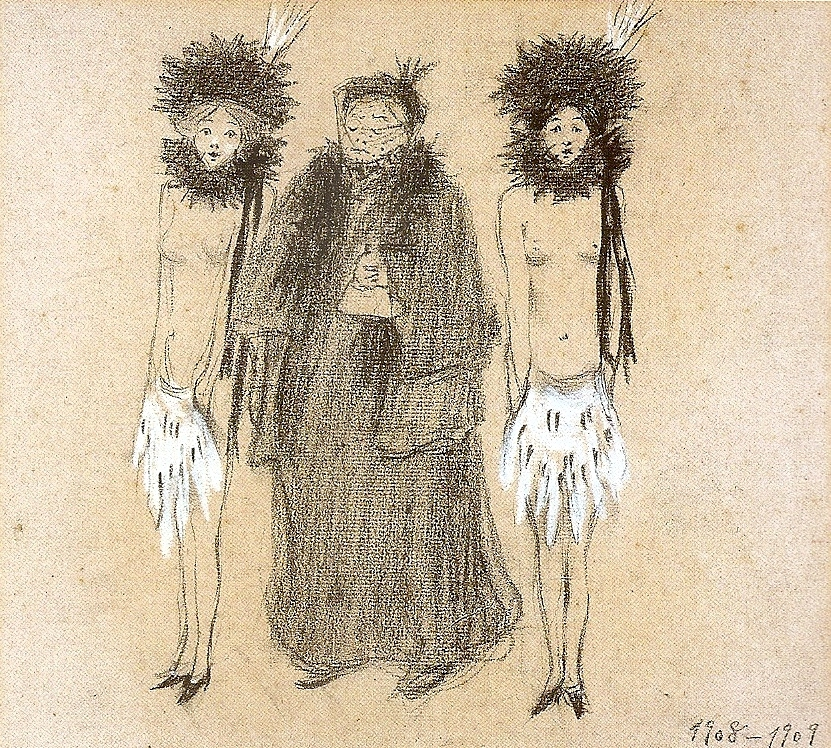
Las guerreras, 1908-1909.

Lluïsa conoció el diario "La Fronde" y el entorno del feminismo parisino, por lo tanto la intención de este dibujo quizás fuese representar la capacidad de confrontación y transgresión de Dolors Monserdà.
Muchos de los encargos que recibió, ponen de relieve el reconocimiento público y plenitud profesional.
Autorretratos
Tiene tres autorretratos conocidos, cada uno en una posición diferente. El primero es una declaración de intenciones, vestida con bata, delante del caballete, con la paleta y el pincel. La mirada es directa y concentrada, y tiene una actitud nítidamente profesional. El segundo es un dibujo al carboncillo. En el tercero, titulado: Posant-se la jaqueta (Poniéndose la chaqueta), de 1908, la pintora en el estudio se prepara para marcharse después del día de trabajo. A fines de 1907, el Círculo Artístico organizará en la Sala Reina Regente, una Exposición de autorretratos patrocinada por la casa real. Lluïsa fue la única pintora representada, colgando el óleo intitulado Posant-se la jaqueta, valorado en 1000 pesetas. Los críticos lo alabaron, porque era un cuadro lleno de vida, pintado con energía y libertad. Acababa de cumplir treinta años, rellenita y muy elegante, la artista se dispone a salir del estudio. Mas, no hay satisfacción en su expresión, no es alegre lo que le espera. Está hecha en tonos oscuros, los tres espacios verticales de la composición la sitúan en el centro, la paleta y los cuadros representan el ámbito seguro y lleno, por otro lado la puerta oscura la espera.

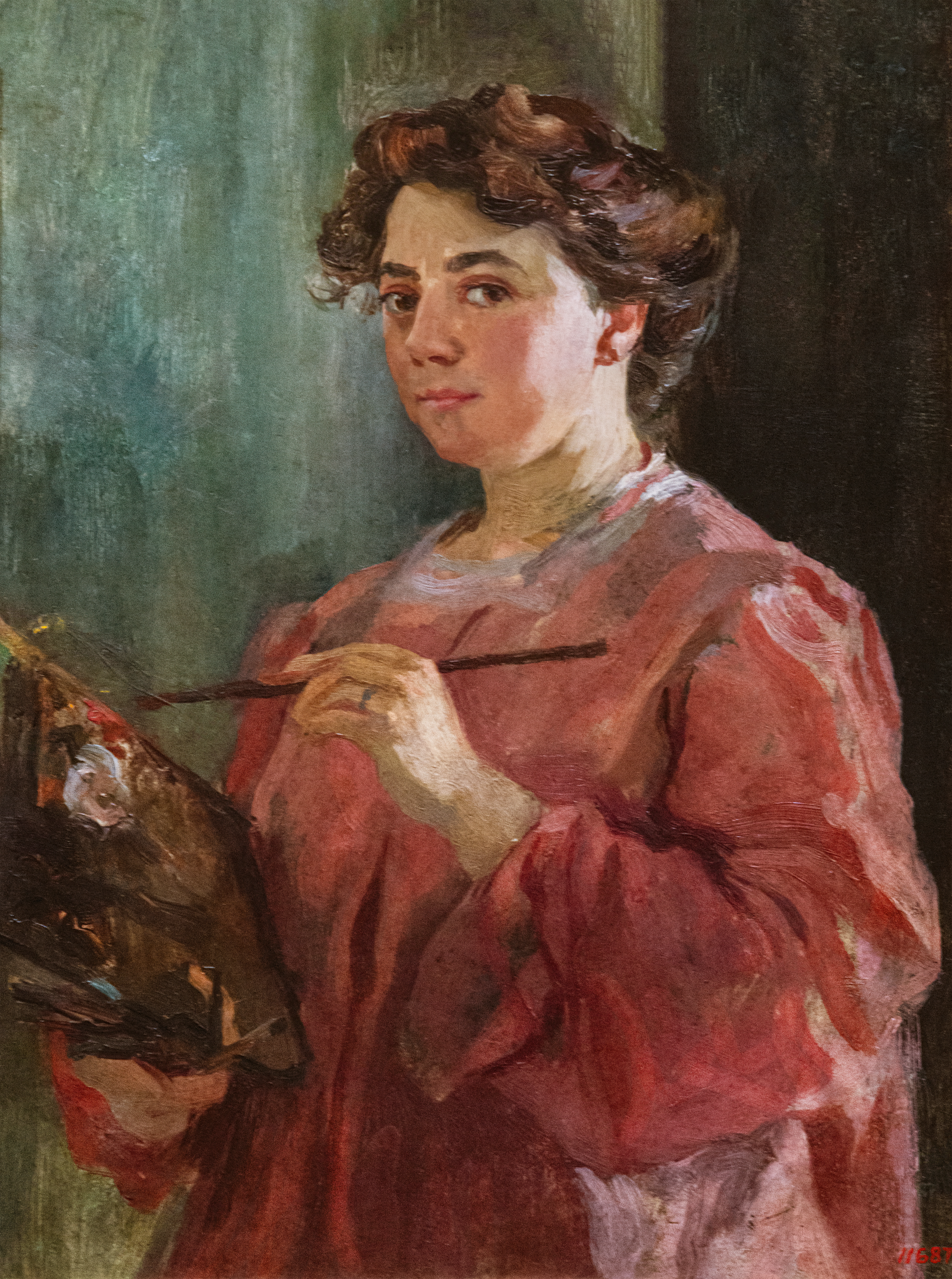
Autorretrato Lluïsa Vidal, 1899; óleo sobre lienzo.
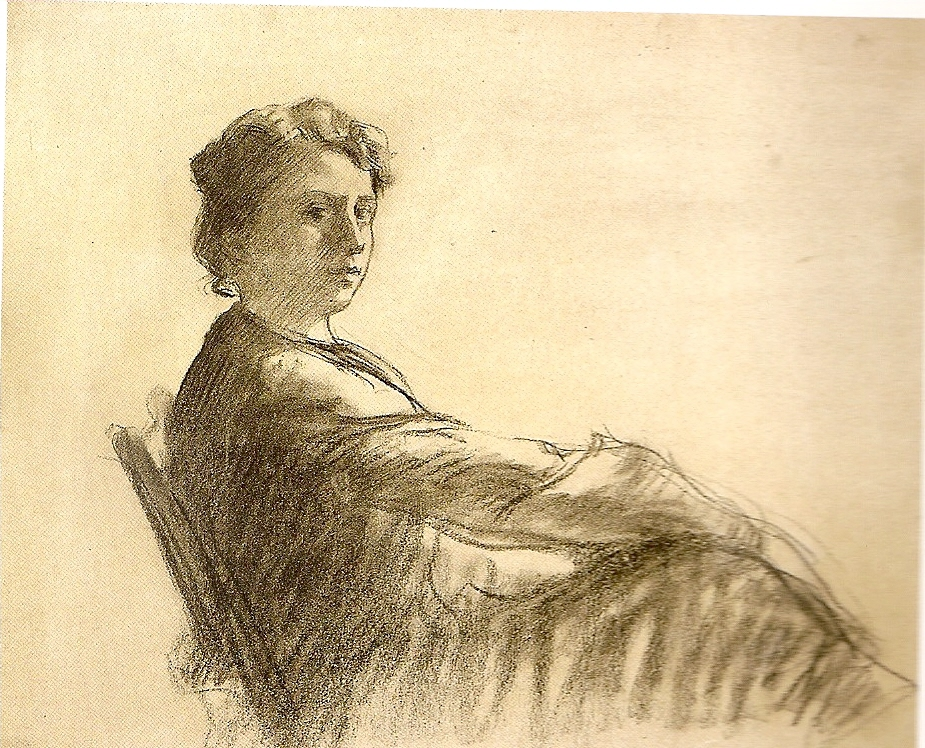
Autorretrato Lluïsa Vidal, carboncillo sobre papel.
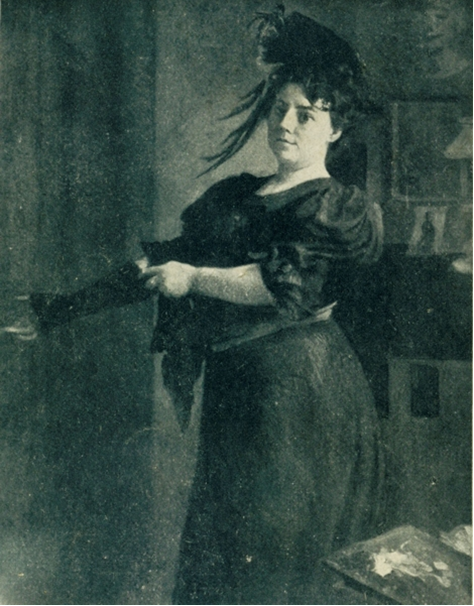
Autorretrato Lluïsa Vidal, Poniéndose la chaqueta, óleo sobre lienzo.

### Escenas de género

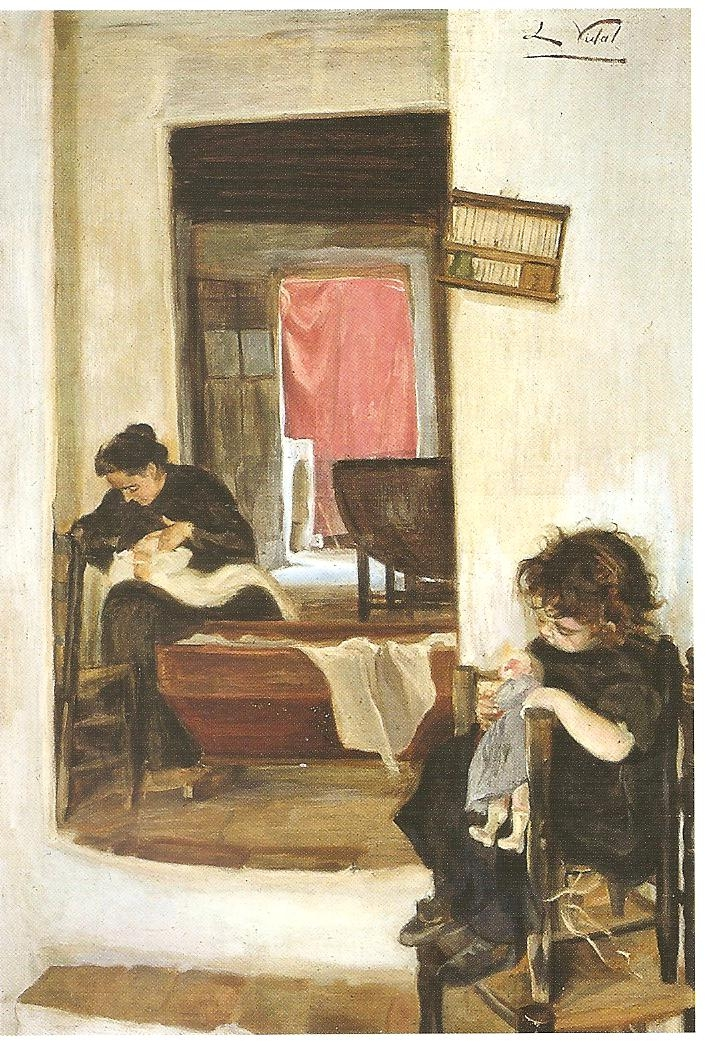
Maternidad, ca. 1897

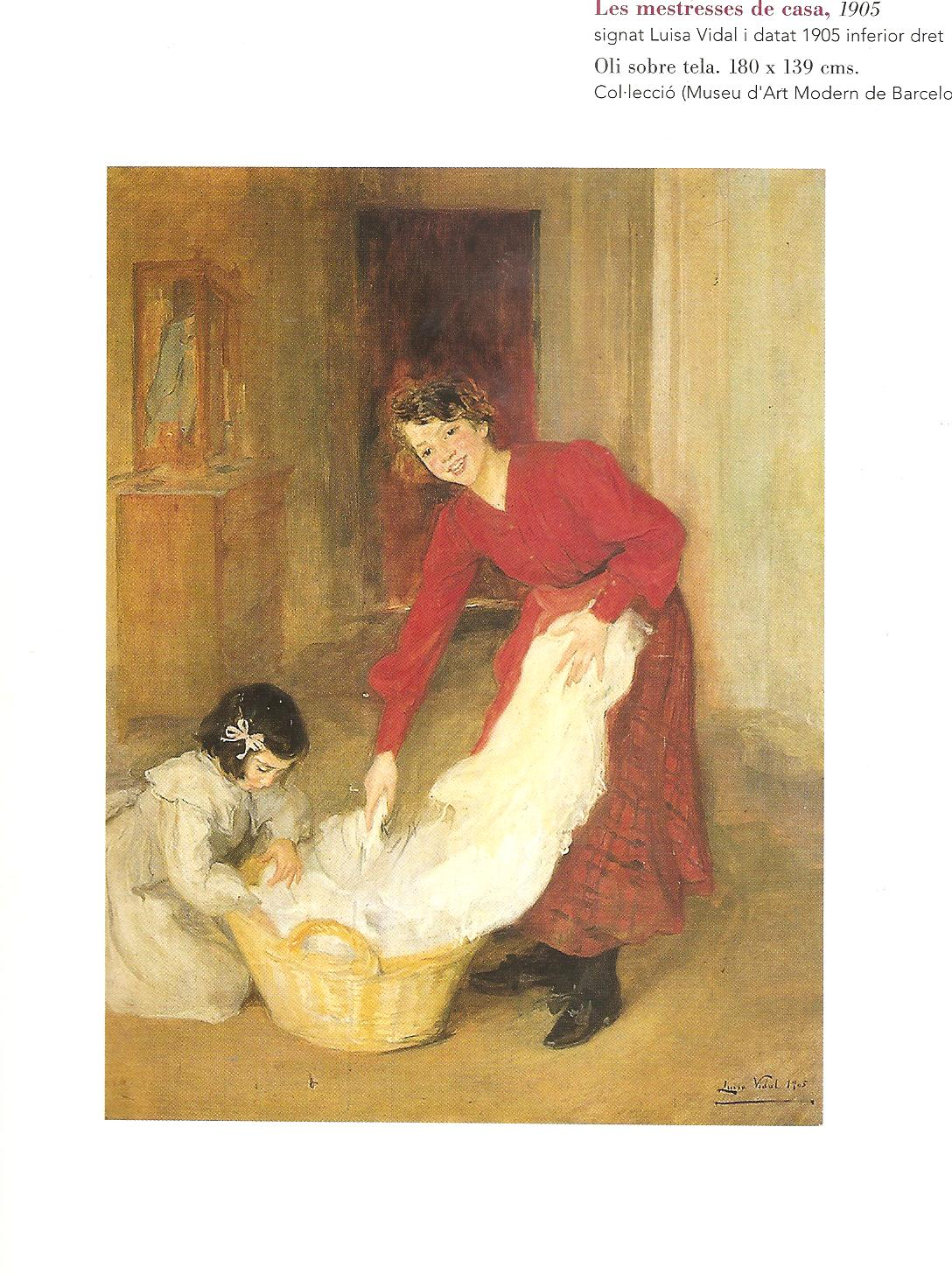
Las amas de casa, 1905.

Lluïsa también pintaba costumbres locales, fiestas tradicionales, celebraciones religiosas, y actividades de ocio. Muestra fragmentos de la vida cotidiana, que son un vivo retrato de la época. Retrató las tareas femeninas más tradicionales, y lo transmitió con naturalidad, pero llenas de calor y luz. Mostró chicas estudiando, saliendo a la calle, pintando o leyendo, actividades modernas y avanzadas por la época, poniendo al descubierto el entorno progresista en el que vivía y trabajaba. 

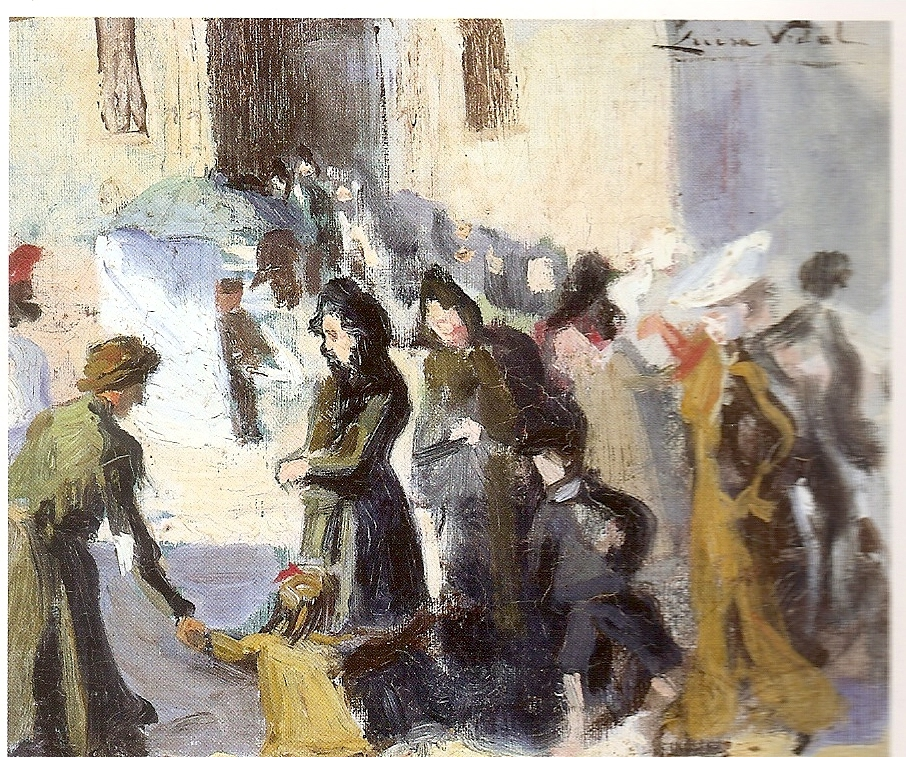
Volviendo de misa, , c. 1909-1918
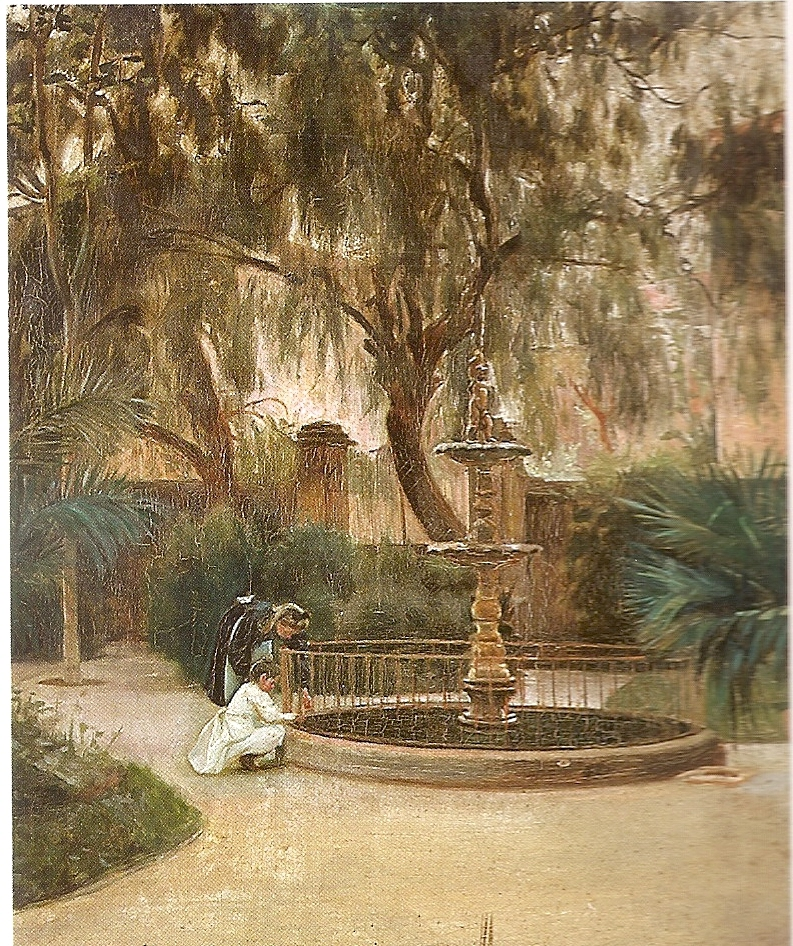
Sín título, , c. 1890-1900
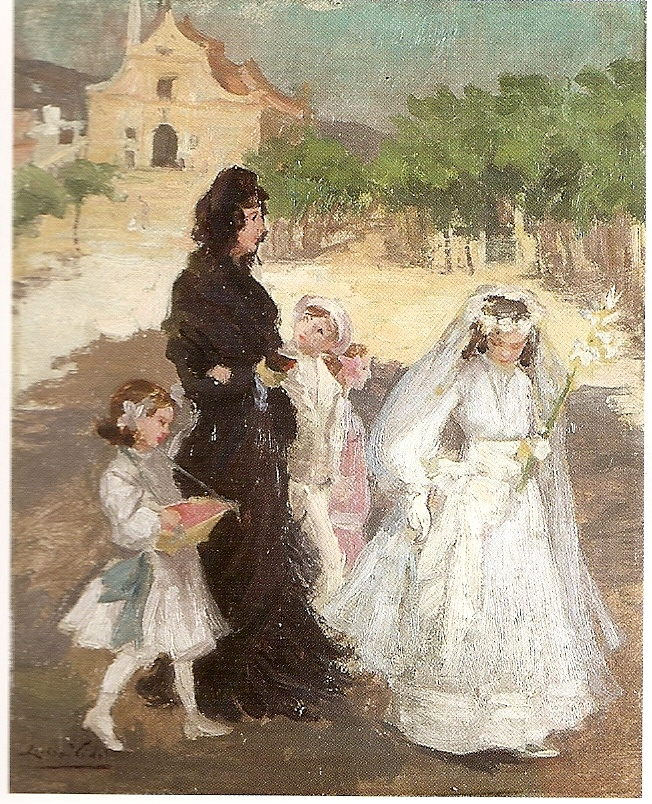
Primera comunión, c. 1909-1918
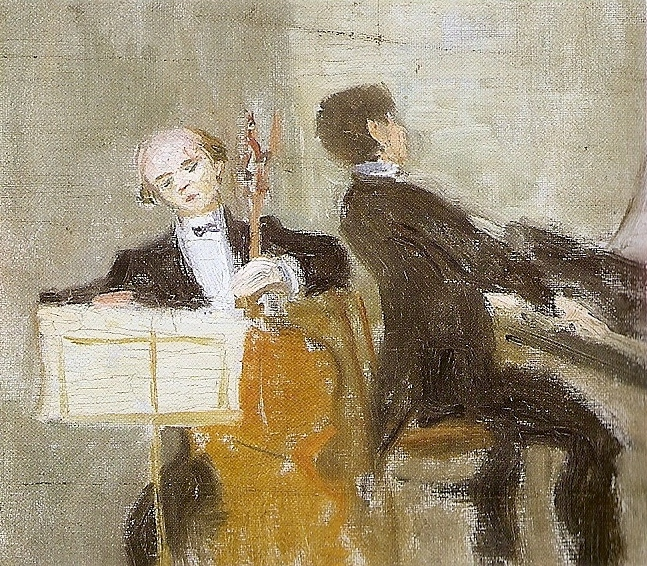
Pau Casals y Enrique Granados, c. 1911-1914
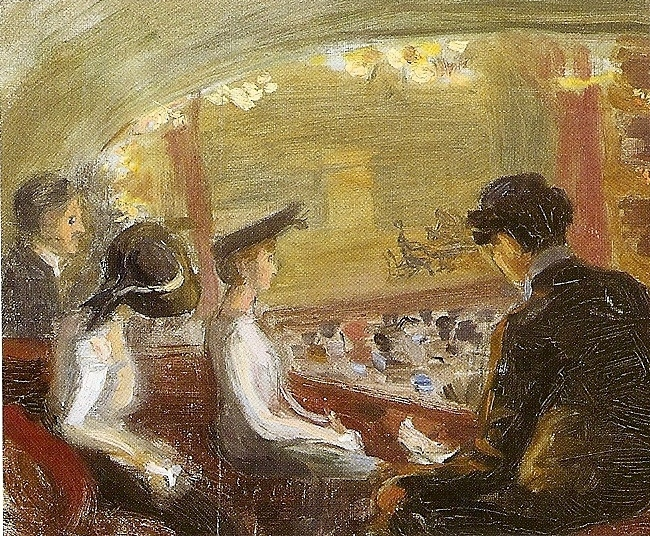
Concierto de Enrique Granados en el Liceo, c. 1911-1912
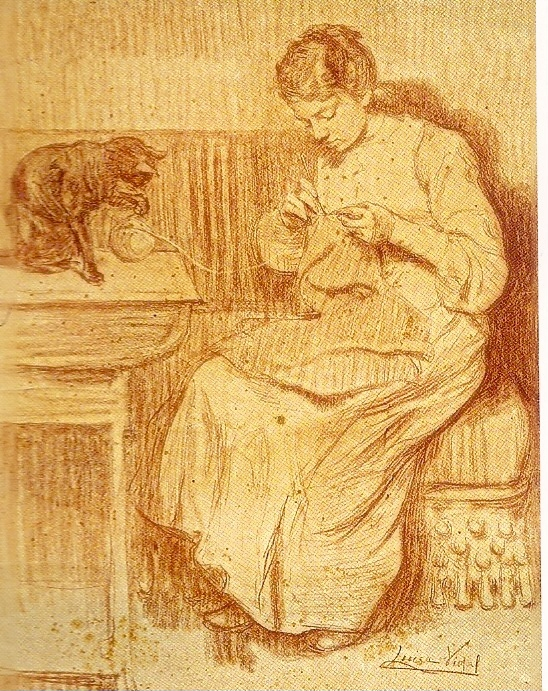
Sín título, c. 1903. Sanguina sobre papel

Tenía un buen conocimiento del mundo privado femenino, en contraste con el mundo exterior masculino, que también conocía como profesional. A diferencia de las tradicionales representaciones domésticas pasivas, las figuras de Lluïsa solían estar involucradas de una forma activa en las situaciones. Ejemplos de esas expresiones íntimas, son: Maternidad, La nena del gatito negro y Las amas de casa.
En algunas de estas pinturas podemos ver espacios cerrados iluminados desde fuera, corredores con ventanas, interiores con luz al fondo o detrás de la puerta, balcones que parecen jaulas, jardines cerrados, todo ello podrían ser metáforas de las barreras que tenían las mujeres de ese momento.
Lluïsa conoce la producción de los autores "modernos" catalanes, y la huella de Rusiñol se ve presente en los dos ambientes que dominan la escena de este cuadro. Josep Mirabent, que admiraba el talento de Lluïsa, le compró el cuadro Maternidad.

### Paisajes

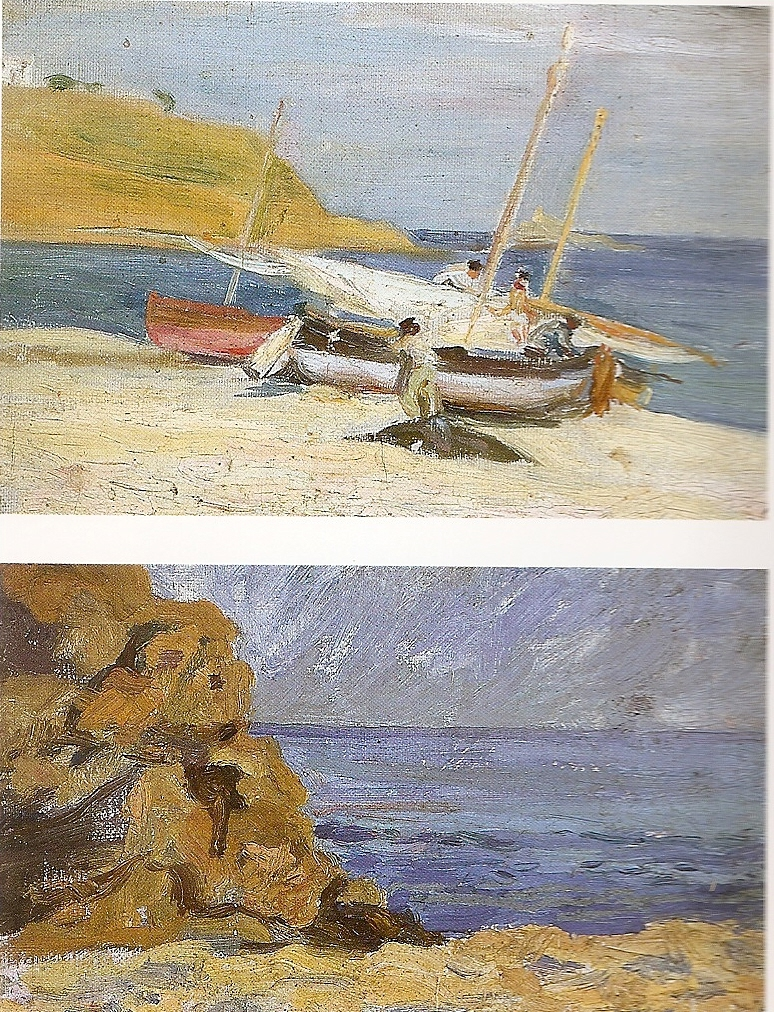
Dos obras: Marinas, ca. 1902-1908.

A Lluïsa le gustaba pintar al aire libre. Viajaba y colocaba su caballete al aire libre. Incluyó estos trabajos en las exposiciones. Pintó playas de Sitges y de Blanes entre otros, pero también pintaba bosques y otros paisajes. También pintaría en París, bajo un puente del Sena. La mayoría de esas obras, como muchas más de la pintora se encuentran en colecciones particulares.

## Estilo y técnica
Simultaneaba técnicas diversas con preferencia de dibujos a la sanguina y al óleo. En el conjunto de su obra, las pinturas, los dibujos y las ilustraciones mantienen una estrecha relación.
El óleo y el carbón fueron sus medios preferidos. La pintura de Luisa estuvo muy influida por los maestros españoles, pero el modernismo era visible en los tonos de su paleta, en el uso de la transparencia luminosa, en los colores de fondo, y en la elección cada vez más frecuente de temas simbólicos.
Dominaba perfectamente la técnica preferida de las mujeres: la acuarela, pero no la inspiraba, la utilizaba antes para bocetos preparatorios de los cuadros al óleo.
Galería de dibujos en sanguina

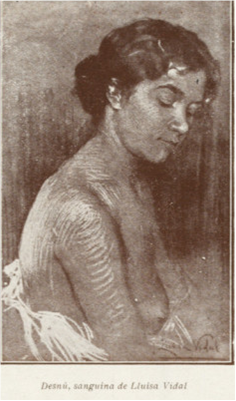
Desnudo, publicado en la revista Feminal
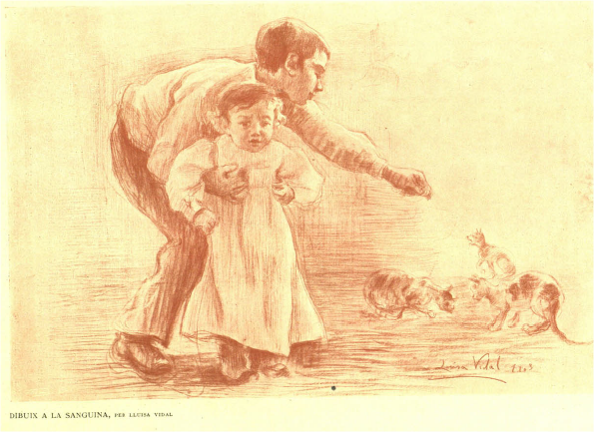
Sin título, publicado en Pèl & Ploma septiembre de 1903
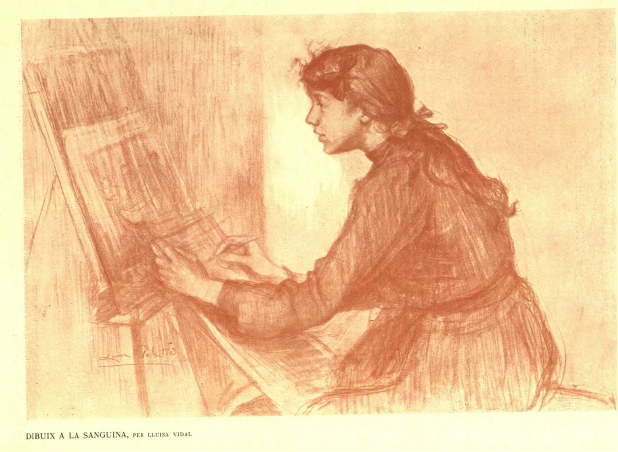
Niña dibujando, publicado en Pèl & Ploma septiembre de 1903
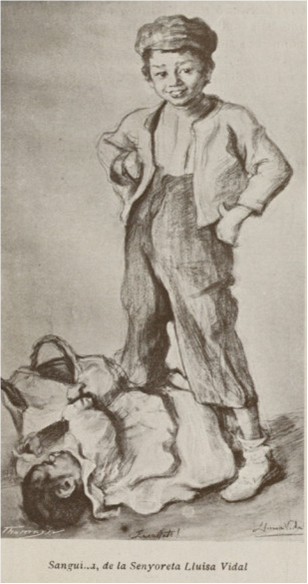
Sin título, publicado en la revista Feminal febrero de 1908
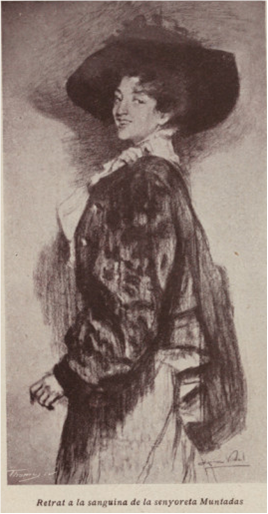
La señorita Muntades, publicado en la revista Feminal mayo de 1909
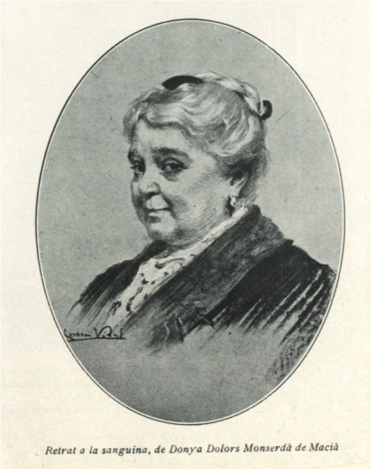
Dolors Monserdà, publicado en la revista Feminal junio de 1914
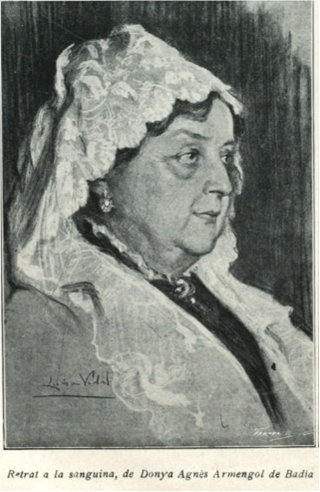
Agnès Armengol, publicado en la revista Feminal junio de 1914
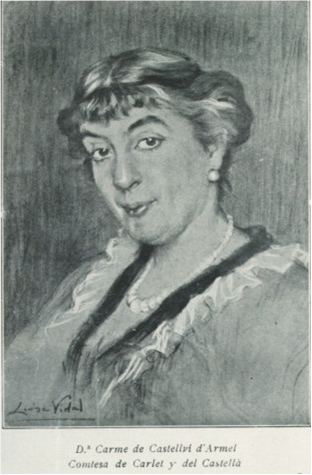
Carme de Castellvi, publicado en la revista Feminal junio de 1914
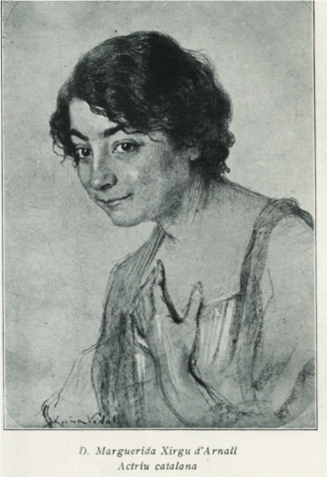
Margarita Xirgú, publicado en la revista Feminal junio de 1914

## Exposiciones
Cronología de exposiciones
1898
- El Quatre Gats, Barcelona
- Abril: IV Exposición de Bellas Artes e Industrias artísticas de Barcelona (Mención Honorífica)
- Noviembre: Sala Parés, Barcelona

1900
- Enero: XVI Exposición de Bellas Artes, Sala Parés
- Marzo: Sala Parés

1903
- Octubre: Sala Parés

1906
- Marzo: Sala Parés
- Mayo-junio: Exposición Bellas Artes de Madrid (Mención Honorífica)

1907
- Manifestación Artística; Círculo Ecuestre, Barcelona
- Mayo: Sala Parés-Asociación del Círculo Artístico de San Lucas
- Junio: V Exposición Internacional de arte de Barcelona (Medalla de segunda clase)

1908
- Enero: Tómbola de Beneficència de les Dones, Hotel Colón, Barcelona
- Exposición de Autorretratos de Artistas Españoles, Barcelona
- Manifestación de Obras de Pintores y Escultores Catalanes. Academia Provincial de Bellas Artes de Barcelona

1909
- Mayo: Sala Parés

1910
- Marzo: Exposición de retratos y Dibujos Antiguos y Modernos, Barcelona
- Abril: Sala Parés
- Mayo: Salón de les Arts y els Artistes, Faianç Català, Barcelona
- Septiembre: Exposición Celebración Centenaria de la Independencia de México, Ciudad de México

1911
- Enero: primera Exposición del Treball de la Dona Catalana, Barcelona
- Febrero: Tómbola de Beneficència Casellas, Faianç Català
- Mayog: VI Exposición Internacional de Arte de Barcelona (Medalla de tercera clase)

1912
- Mayo: Exposición de Bellas Artes, Madrid

1914
- Junio: Sala Parés

1915
- Exposición Nacional de Pintura, Escultura y Arquitectura, Madrid

1916
- Febrero: Fiesta artística pacifista, Barcelona
- Octubre: Homenaje a Pepita Teixidor, Sala Parés

1919
- Octubre: Exposición Homenaje Retrospectiva Lluïsa Vidal, Sala Parés

1920
- Junio: Tómbola Homenaje a Mariano Fortuny. Barcelona

1933
- Ier Salón Mirador 100 Años de Retrato Femenino, Barcelona

1966
- Exposición d'Il·lustració Catalana, Sala Parés

1975
- Mayo: Exposición 6 Pintores Catalanes, Acadèmia de Belles Arts de Sabadell

1989
- Exposición Modernista a Estocolmo, Suecia

1999
- Octubre: Exposición Modernismo Catalán, Caixa de Vigo y de Ourense. La Coruña

## Legado
La familia organizó un homenaje retrospectivo en la Sala Parés al año de su muerte, en octubre de 1919. Desde entonces, solo se ha expuesto una pequeña parte de su obra en cuatro ocasiones, la última en 1975.

### Eponimia
- Pasaje de Lluïsa Vidal, 08026 Barcelona, España[44]

### Invisibilización
A pesar de su singular enfoque del modernismo, su visión femenina y de cronista de su tiempo, y a pesar de ser considerada la más dotada de las pintoras catalanas, Lluïsa Vidal desaparecería prácticamente del mapa artístico como si no hubiera existido nunca. Después de su muerte la contribución de la pintora al modernismo catalán se borró de la historia del arte de Cataluña y su obra cayó en el más absoluto de los olvidos.